# Diego Maradona
Diego Armando Maradona (tiếng Tây Ban Nha: [ˈdjeɣo maɾaˈðona]; 30 tháng 10 năm 1960 – 25 tháng 11 năm 2020), thường được biết đến với tên gọi đơn giản là Diego Maradona hay Maradona, là một cố cầu thủ kiêm huấn luyện viên bóng đá người Argentina. Được đánh giá là một trong những cầu thủ vĩ đại nhất trong lịch sử bóng đá, ông là một trong hai người cùng nhận giải Cầu thủ xuất sắc nhất thế kỷ 20 của FIFA. Nhãn quan chiến thuật, khả năng chuyền bóng, kiểm soát bóng và rê bóng của Maradona kết hợp với vóc dáng nhỏ con của ông, giúp ông có trọng tâm thấp cho phép Maradona cơ động hơn hầu hết các cầu thủ khác. Sự hiện diện và khả năng lãnh đạo của ông trên sân có ảnh hưởng lớn đến thành tích chung của toàn đội, mặc dù ông thường bị các cầu thủ đối phương theo sát. Ngoài khả năng sáng tạo, ông còn sở hữu con mắt săn bàn nhạy bén và được biết đến như một chuyên gia sút phạt. Là một tài năng trời phú, Maradona được đặt cho biệt danh "El Pibe de Oro" ("Cậu bé vàng"), cái tên gắn liền với ông trong suốt sự nghiệp. Ông cũng có một cuộc sống ngoài sân cỏ đầy rắc rối, bị cấm thi đấu vào năm 1991 và 1994 vì lạm dụng ma túy.
Là một tiền vệ kiến thiết hoạt động ở vị trí số 10 cổ điển, Maradona là cầu thủ đầu tiên hai lần lập kỷ lục thế giới về phí chuyển nhượng: năm 1982 khi chuyển đến Barcelona với giá 5 triệu bảng và năm 1984 khi chuyển đến Napoli với mức phí 6,9 triệu bảng. Ông đã chơi cho Argentinos Juniors, Boca Juniors, Barcelona, Napoli, Sevilla và Newell's Old Boys trong suốt sự nghiệp câu lạc bộ của mình, và nổi tiếng nhất là trong thời gian ở Napoli, nơi ông giành được nhiều danh hiệu.
Trong sự nghiệp quốc tế của mình với đội tuyển Argentina, ông đã có 91 lần ra sân và ghi được 34 bàn thắng. Maradona đã góp mặt ở 4 kỳ FIFA World Cup, bao gồm cả World Cup 1986 ở Mexico, nơi ông đã dẫn dắt Argentina giành chiến thắng trước Tây Đức trong trận chung kết, và giành Quả bóng vàng với tư cách cầu thủ xuất sắc nhất giải. Tại trận tứ kết World Cup 1986, ông đi vào lịch sử bóng đá với hai bàn thắng vào lưới Anh trong chiến thắng 2–1. Bàn thắng đầu tiên là một pha xử lý không chuẩn xác được gọi là "Bàn tay của Chúa", trong khi bàn thắng thứ hai diễn ra sau một pha lừa bóng 60 m (66 yd) qua 5 cầu thủ Anh, được bầu chọn là "Bàn thắng của thế kỷ" bởi FIFA.com năm 2002.
Maradona trở thành huấn luyện viên trưởng của đội tuyển bóng đá quốc gia Argentina vào tháng 11 năm 2008. Ông là người dẫn dắt đội tuyển tại World Cup 2010 ở Nam Phi trước khi rời nhiệm vào cuối giải đấu. Sau đó, ông huấn luyện câu lạc bộ Al Wasl có trụ sở tại Dubai thi đấu ở UAE Pro-League mùa giải 2011–12. Năm 2017, Maradona trở thành huấn luyện viên của Fujairah trước khi rời nhiệm vào cuối mùa giải. Vào tháng 5 năm 2018, Maradona được công bố là tân chủ tịch của câu lạc bộ Belarus Dynamo Brest. Ông đến Brest và bắt đầu công việc của mình vào tháng 7. Từ tháng 9 năm 2018 đến tháng 6 năm 2019, Maradona là huấn luyện viên của câu lạc bộ Mexico Dorados. Ông là huấn luyện viên của câu lạc bộ Argentina Primera División Gimnasia de La Plata từ tháng 9 năm 2019 cho đến khi qua đời vào tháng 11 năm 2020.

## Tuổi thơ

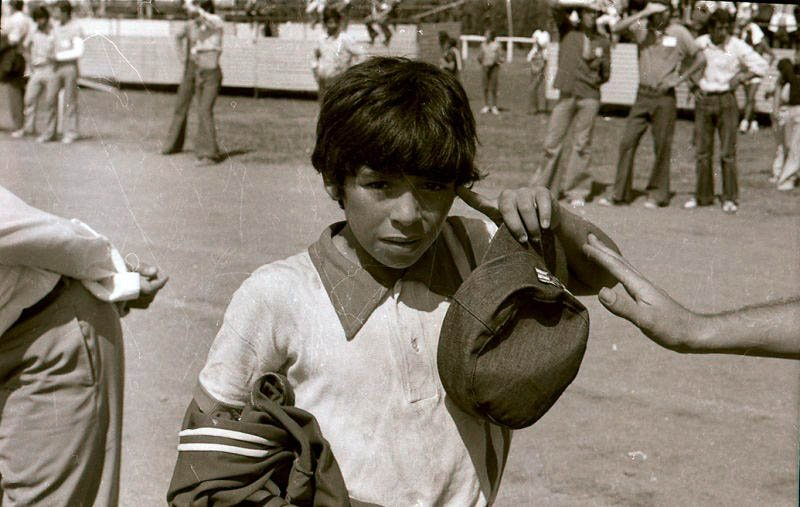
Maradona chơi tại Torneos Evita năm 1973 (một sự kiện thể thao quốc gia ở Argentina) với "Cebollitas"

Diego Armando Maradona sinh ngày 30 tháng 10 năm 1960, tại Bệnh viện Policlínico (Phòng khám đa khoa) Evita ở Lanús, tỉnh Buenos Aires trong một gia đình nghèo chuyển đến từ tỉnh Corrientes; anh lớn lên ở Villa Fiorito, một khu ổ chuột ở ngoại ô phía nam của Buenos Aires, Argentina. Ông là con trai đầu lòng sau bốn chị gái, và còn có hai người em trai, Hugo (el Turco) và Raúl (Lalo), cả hai đều từng là cầu thủ bóng đá chuyên nghiệp. Cha của anh, Diego Maradona "Chitoro" (1927–2015), là người Guaraní, và mẹ anh, Dalma Salvadora Franco, 'Doña Tota' (1930–2011), là người gốc Ý. Narciso Binayán, một nhà báo người Argentina cũng cho biết Maradona có tổ tiên xa là người gốc Croatia.
Cha mẹ của Maradona đều sinh ra và lớn lên ở thị trấn Esquina thuộc tỉnh Corrientes, phía đông bắc của tỉnh Corrientes, sống cách nhau chỉ hai trăm mét bên bờ sông Corriente. Năm 1950, họ rời Esquina và định cư ở Buenos Aires. Maradona nhận được quả bóng đá đầu tiên của mình như một món quà vào năm 3 tuổi và nhanh chóng trở nên say mê môn thể thao này. Khi mới 8 tuổi, Maradona được một nhà tuyển trạch tài năng phát hiện khi anh đang chơi cho câu lạc bộ lân cận Estrella Roja. Ông trở thành một trụ cột của Los Cebollitas (The Little Onion), đội trẻ của Argentinos Juniors của Buenos Aires. Khi mới là một cậu bé nhặt bóng 12 tuổi, Maradona đã khiến khán giả thích thú khi thể hiện khả năng tâng bóng trong thời gian nghỉ giữa hiệp của các trận đấu giải hạng nhất. Ông coi cầu thủ người Brazil Rivelino và cầu thủ chạy cánh của Manchester United, George Best là những nguồn cảm hứng khi trưởng thành.

## Sự nghiệp câu lạc bộ

### Argentinos Juniors và Boca Juniors

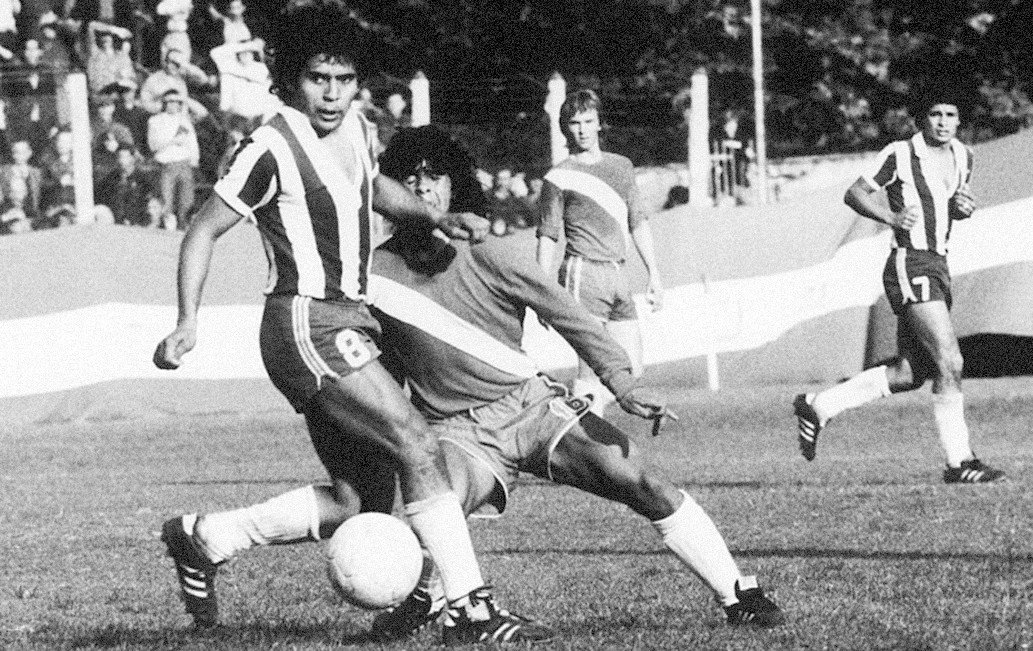
Cú đá bóng xỏ lỗ kim nổi tiếng nhất của Maradona, ngày anh ra mắt ở Primera División, 20 tháng 10 năm 1976

Vào ngày 20 tháng 10 năm 1976, Maradona có trận ra mắt chuyên nghiệp cho Argentinos Juniors, 10 ngày trước sinh nhật thứ 16 của anh, khi đối đầu với đội Talleres de Córdoba. Anh vào sân với chiếc áo số 16 và trở thành cầu thủ trẻ nhất trong lịch sử của Primera División Argentina. Ít phút sau khi ra mắt, Maradona đã sút bóng qua giữa 2 chân Juan Domingo Cabrera, tạo nên một cú xỏ lỗ kim trở thành huyền thoại. Sau trận đấu, Maradona nói: "Hôm đó tôi cảm thấy mình đã nắm cả bầu trời trong tay". Ba mươi năm sau, Cabrera nhớ lại trận ra mắt của Maradona: "Tôi đã ở bên phải sân và tiến đến dồn ép Maradona, nhưng anh ấy không cho tôi cơ hội. Anh ấy sút bóng qua giữa hai chân tôi và khi tôi quay lại, anh ấy đã ở rất xa rồi". Maradona ghi bàn thắng đầu tiên ở Primera División vào lưới đội Marplatense, San Lorenzo vào ngày 14 tháng 11 năm 1976, hai tuần sau khi bước sang tuổi 16.

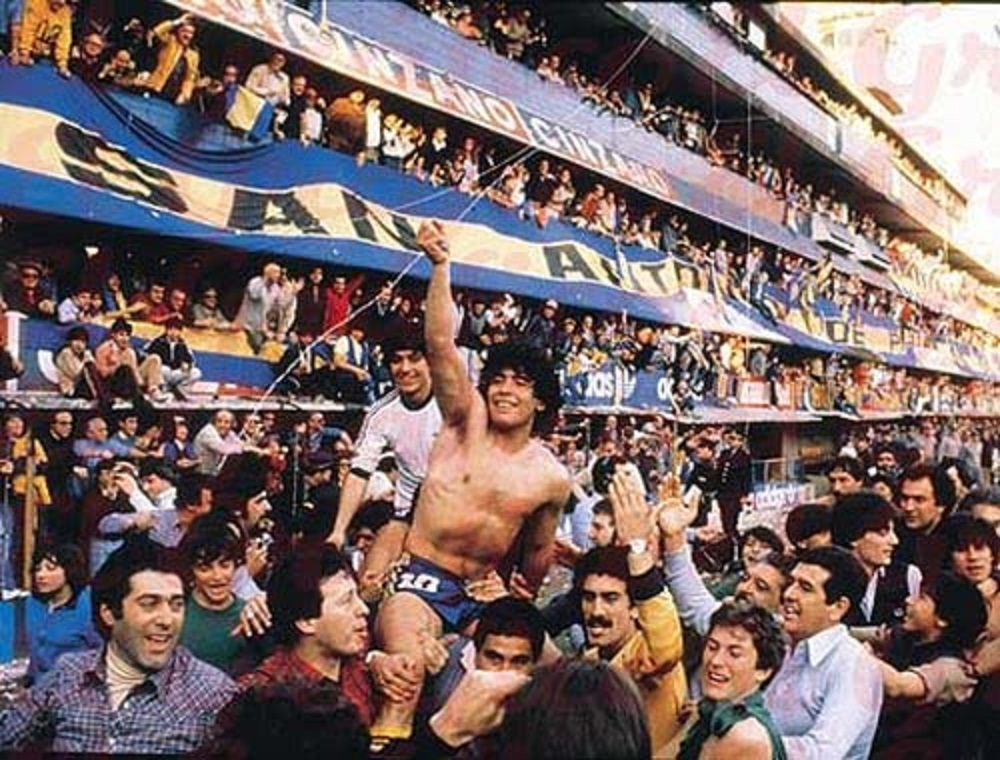
Maradona được người hâm mộ Boca Juniors nâng lên sau khi giành chức vô địch Metropolitano năm 1981

Maradona đã có 5 năm ở Argentinos Juniors, từ năm 1976 đến năm 1981, ghi 115 bàn thắng sau 167 lần ra sân trước khi chuyển đến Boca Juniors với số tiền chuyển nhượng 4 triệu đô la Mỹ. Maradona đã nhận được đề nghị gia nhập các câu lạc bộ khác, trong đó có River Plate, với mức lương đề nghị biến Maradona trở thành cầu thủ được trả lương cao nhất của câu lạc bộ. Tuy nhiên, Maradona bày tỏ ý muốn được chuyển đến Boca Juniors, đội bóng mà anh luôn muốn thi đấu.
Maradona ký hợp đồng với Boca Juniors vào ngày 20 tháng 2 năm 1981. Anh có trận ra mắt hai ngày sau đó trước Talleres de Córdoba, ghi hai bàn trong chiến thắng 4–1 của câu lạc bộ. Vào ngày 10 tháng 4, Maradona chơi trận Superclásico đầu tiên với River Plate tại sân vận động La Bombonera. Boca đánh bại River 3–0 khi Maradona ghi bàn sau khi lừa bóng qua Alberto Tarantini và Fillol. Bất chấp mối quan hệ không tin cậy lẫn nhau giữa Maradona và huấn luyện viên của Boca Juniors, Silvio Marzolini, Boca đã có một mùa giải thành công, giành chức vô địch giải đấu quốc nội sau khi giành được một điểm trước Racing Club. Đó là danh hiệu duy nhất mà Maradona giành được ở giải quốc nội Argentina.

### Barcelona
Sau World Cup 1982, vào tháng 6, Maradona được chuyển đến Barcelona ở Tây Ban Nha với mức phí kỷ lục thế giới lúc bấy giờ là 5 triệu bảng (7,6 triệu USD). Năm 1983, dưới thời huấn luyện viên César Luis Menotti, Barcelona và Maradona đã giành Copa del Rey (giải đấu cúp quốc gia hàng năm của Tây Ban Nha) sau khi đánh bại Real Madrid, và Siêu cúp Tây Ban Nha sau khi đánh bại Athletic Bilbao. Vào ngày 26 tháng 6 năm 1983, Barcelona đánh bại Real Madrid tại một trong những trận đấu bóng đá cấp câu lạc bộ lớn nhất thế giới, El Clásico, trận đấu mà Maradona ghi bàn và trở thành cầu thủ Barcelona đầu tiên được các cổ động viên của Real Madrid vỗ tay. Maradona lừa bóng qua thủ môn Agustín của Real Madrid, và khi tiếp cận khung thành trống, ông dừng lại ngay khi hậu vệ Juan José của Real Madrid lao đến cản phá, khiến José trượt chân trong nỗ lực tuyệt vọng và đâm vào cột dọc, chỉ khi đó Maradona mới sút bóng vào lưới. Cách thức ghi bàn này khiến nhiều người bên trong sân vận động bắt đầu vỗ tay; Chỉ Ronaldinho (vào tháng 11 năm 2005) và Andrés Iniesta (vào tháng 11 năm 2015) đã được các cầu thủ Barcelona hoan nghênh như vậy từ những người hâm mộ Madrid tại Santiago Bernabéu.

Khoảnh khắc khi cầu thủ của Atlético de Bilbao, Andoni Goikoetxea chèn ngã Diego Maradona và làm ông bị gãy cổ chân vào ngày 24 tháng 9 năm 1983

Do ốm đau và chấn thương cũng như những sự cố gây tranh cãi trên sân, Maradona đã có một thời gian khó khăn ở Barcelona. Đầu tiên là một đợt viêm gan, sau đó là gãy mắt cá chân trong trận đấu La Liga tại Camp Nou vào tháng 9 năm 1983 do một pha tắc bóng không đúng lúc của Andoni Goikoetxea của Athletic Bilbao. Chấn thương này đe dọa sẽ gây nguy hiểm cho sự nghiệp của Maradona, nhưng với việc điều trị và trị liệu, ông trở lại sân cỏ sau thời gian ba tháng hồi phục.

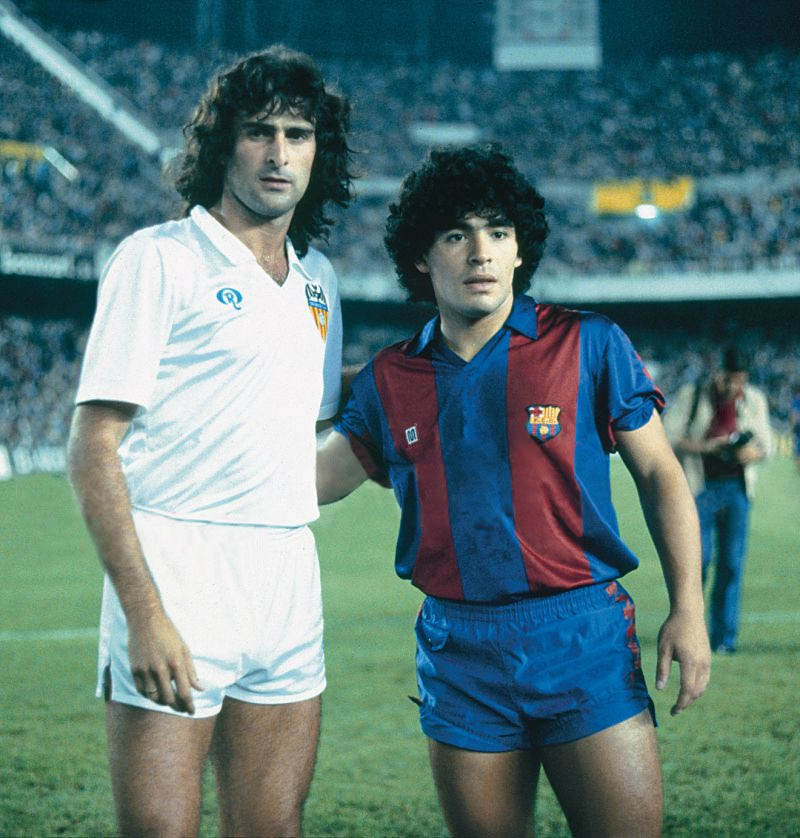
Maradona với người đồng hương Mario Kempes trước trận Barcelona gặp Valencia

Cuối mùa giải 1983–84 bao gồm một cuộc chiến bạo lực và hỗn loạn mà Maradona đã tham gia trực tiếp vào trận chung kết Copa del Rey năm 1984 tại Santiago Bernabéu ở Madrid với Athletic Bilbao. Sau khi nhận một pha vào bóng thô bạo khác của Goikoetxea khiến anh bị thương ở chân, bị chế nhạo với những lời lẽ bài ngoại, những lời lăng mạ phân biệt chủng tộc liên quan đến tổ tiên người Mỹ bản địa của cha mình trong suốt trận đấu bởi những người hâm mộ Bilbao, và bị Miguel Sola của Bilbao khiêu khích khi hết giờ và Barcelona thua 1–0, Maradona trở nên cáu kỉnh. Ông hùng hổ đứng dậy, đứng cách mặt Sola vài inch và hai người trao đổi với nhau. Điều này bắt đầu một chuỗi phản ứng cảm xúc của cả hai đội. Sử dụng những từ ngữ tục tĩu, Sola bắt chước một cử chỉ từ đám đông đối với Maradona bằng cách sử dụng thuật ngữ bài ngoại. Maradona sau đó húc đầu vào Sola, thúc cùi chỏ vào mặt một cầu thủ Bilbao khác và nhào vào đầu một cầu thủ khác khiến anh ta ngất tại chỗ. Đội hình Bilbao bao vây Maradona để ra đòn đáp trả với Goikoetxea bắt đầu với một cú đá cao vào ngực của Maradona, trước khi phần còn lại của đội Barcelona tham gia hỗ trợ Maradona. Từ thời điểm này, các cầu thủ Barcelona và Bilbao đã ẩu đả trên sân với Maradona là trung tâm, ông lao vào đá và đấm bất cứ ai trong màu áo Bilbao.
Cuộc ẩu đả diễn ra ngay trước mặt Vua Tây Ban Nha Juan Carlos và 100.000 khán giả bên trong sân vận động, và hơn một nửa dân số Tây Ban Nha đang xem trên truyền hình. Sau khi người hâm mộ bắt đầu ném các vật rắn trên sân vào các cầu thủ, huấn luyện viên và thậm chí cả nhiếp ảnh gia, 60 người đã bị thương. Sự cố này khiến Maradona bị chuyển nhượng khỏi câu lạc bộ và đây là trận đấu cuối cùng của ông trong màu áo Barcelona. Một giám đốc điều hành của Barcelona tuyên bố: "Khi tôi nhìn thấy cảnh Maradona chiến đấu và sự hỗn loạn sau đó, tôi nhận ra rằng chúng tôi không thể đi tiếp với cầu thủ này." Maradona thường xuyên tranh chấp với các giám đốc điều hành của FC Barcelona, đặc biệt là với chủ tịch câu lạc bộ Josep Lluís Núñez. Mâu thuẫn lên đến đỉnh điểm với yêu cầu được chuyển khỏi Camp Nou của Maradona vào năm 1984. Trong hai mùa giải dính chấn thương ở Barcelona, Maradona đã ghi 38 bàn sau 58 trận. Maradona chuyển đến Napoli ở Serie A của Ý với mức phí kỷ lục thế giới mới, 6,9 triệu bảng (10,48 triệu đô la Mỹ).

### Napoli

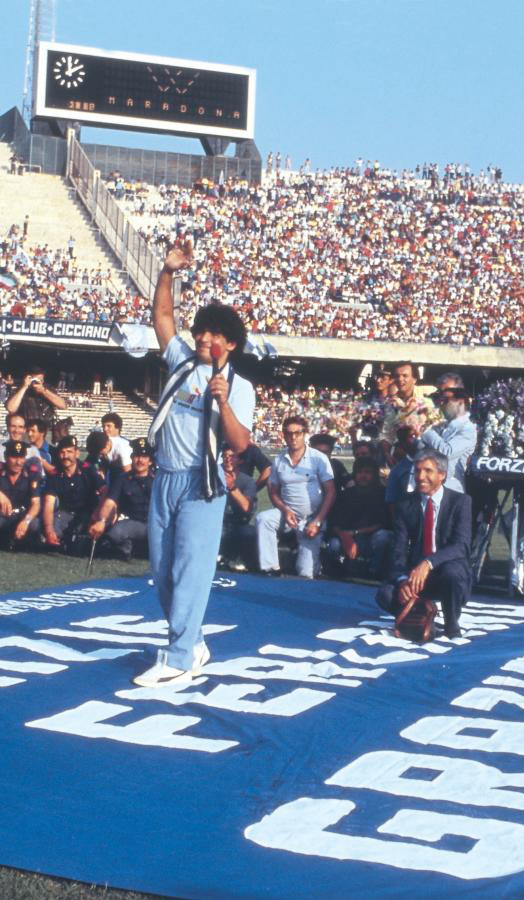
Maradona chào đám đông tại Stadio San Paolo ở Naples trong buổi ra mắt cổ động viên vào ngày 5 tháng 7 năm 1984

Maradona đến Napoli và được giới thiệu với giới truyền thông thế giới với tư cách là một cầu thủ Napoli vào ngày 5 tháng 7 năm 1984, nơi anh được 75.000 người hâm mộ chào đón trong buổi ra mắt tại Stadio San Paolo. Cây viết thể thao David Goldblatt bình luận: "Họ [những người hâm mộ] tin chắc rằng vị cứu tinh của họ đã tới." Một tờ báo địa phương tuyên bố rằng mặc dù thiếu "thị trưởng, nhà ở, trường học, xe buýt, việc làm và vệ sinh, nhưng không có gì đáng lo vì chúng ta có Maradona". Trước khi Maradona đến, bóng đá Ý bị các đội bóng từ miền bắc và trung tâm của nước Ý, chẳng hạn như AC Milan, Juventus, Inter Milan và Roma, thống trị, và không có đội bóng nào ở miền nam bán đảo Ý từng giành được chức vô địch.
Tại Napoli, Maradona đạt đến đỉnh cao của sự nghiệp bóng đá chuyên nghiệp của mình: ông đã sớm thừa hưởng băng đội trưởng Napoli từ hậu vệ kỳ cựu Giuseppe Bruscolotti  và nhanh chóng trở thành một ngôi sao được yêu mến trong cộng đồng fan của câu lạc bộ; trong thời gian ở đó, ông đã đưa đội bóng lên kỷ nguyên thành công nhất trong lịch sử. Maradona chơi cho Napoli vào thời kỳ căng thẳng nam - bắc ở Ý lên đến đỉnh điểm do nhiều vấn đề, đặc biệt là sự khác biệt kinh tế giữa hai vùng đất này. Được Maradona dẫn dắt, Napoli đã giành chức vô địch Serie A đầu tiên của họ vào năm 1986–87. Goldblatt viết, "Các lễ ăn mừng vô địch rất náo động. Một loạt các bữa tiệc và lễ hội đường phố ngẫu hứng đã nổ ra liên tục trên khắp thành phố trong một lễ hội hóa trang kéo dài suốt hơn một tuần. Thế giới bị đảo lộn. Người Napoli đã tổ chức tang lễ giả cho Juventus và Milan, đốt quan tài của họ, giấy báo tử của họ viết 'Tháng 5 năm 1987, phần còn lại của nước Ý đã bị đánh bại. Một đế chế mới ra đời." Các bức tranh tường hình Maradona được vẽ trên các tòa nhà cổ kính của thành phố, và những đứa trẻ sơ sinh được đặt tên là Diego để vinh danh ông. Mùa giải tiếp theo, bộ ba tấn công sung mãn của đội bao gồm Maradona, Bruno Giordano và Careca, sau này được mệnh danh là tuyến đầu "Ma-Gi-Ca" (magical).
Napoli giành chức vô địch quốc gia Ý thứ hai vào năm 1989–90 và hai lần về nhì ở giải này, vào các năm 1987–88 và 1988–89. Các danh hiệu khác trong kỷ nguyên Maradona tại Napoli bao gồm Coppa Italia năm 1987, (cũng như vị trí thứ hai ở Coppa Italia năm 1989), Cúp UEFA năm 1989 và Siêu cúp Italia năm 1990. Trong trận Chung kết Cúp UEFA năm 1989 với Stuttgart, Maradona đã ghi bàn từ một quả phạt đền trong chiến thắng 2-1 trên sân nhà ở lượt đi, sau đó giúp Careca ghi bàn ấn định chiến thắng trong trận đấu này, trong trận lượt về vào ngày 17 tháng 5 - hòa 3–3 trên sân khách, ông đánh đầu kiến tạo cho Ciro Ferrara ghi bàn. Mặc dù chủ yếu chơi ở vai trò tiền vệ tấn công, Maradona là Vua phá lưới Serie A giai đoạn 1987–88 với 15 bàn thắng, và là cầu thủ ghi bàn hàng đầu mọi thời đại của Napoli, với 115 bàn thắng. Kỷ lục này đã bị Marek Hamšík phá vỡ vào năm 2017. Khi được hỏi ai là cầu thủ khó khăn nhất mà ông từng đối mặt, trung vệ Franco Baresi của AC Milan nói rằng đó là Maradona, và đồng đội Milan của ông, Paolo Maldini, cũng có cùng quan điểm. Maldini đã coi Maradona và Ronaldo là những cầu thủ hay nhất mà ông từng đối mặt. Ông nói vào năm 2008, "Cầu thủ hay nhất tôi từng đối đầu là Maradona."
Trong khi Maradona thành công trên sân cỏ trong thời gian ở Ý, các vấn đề cá nhân của ông lại gia tăng. Việc sử dụng cocaine của Maradona vẫn tiếp tục, và ông đã bị câu lạc bộ phạt 70.000 đô la Mỹ vì bỏ lỡ các trận đấu và các buổi luyện tập, với lý do bên ngoài là vì "quá căng thẳng". Maradona phải đối mặt với một vụ bê bối ở đó liên quan đến một đứa con trai ngoài giá thú, và ông cũng là đối tượng bị nghi ngờ về tình bạn được cho là với giới mafia Camorra. Sau đó, để tôn vinh Maradona và những thành tích của ông trong sự nghiệp tại Napoli, chiếc áo số 10 của Napoli đã chính thức được loại ra khỏi danh sách số áo của đội bóng.

### Sevilla, Newell's Old Boys và Boca Juniors
Sau khi chấp hành án phạt cấm thi đấu 15 tháng vì bị kiểm tra chất kích thích và phát hiện cocaine, Maradona rời Napoli trong tủi hổ vào năm 1992. Bất chấp sự quan tâm từ Real Madrid và Marseille, Maradona đã ký hợp đồng với Sevilla, và ở lại đó trong một năm. Năm 1993, ông chơi cho Newell's Old Boys và năm 1995 trở lại Boca Juniors trong hai năm. Maradona cũng đá cho Tottenham Hotspur trong trận đấu vinh danh Osvaldo Ardiles gặp Internazionale, ngay trước World Cup 1986. Năm 1996, ông chơi trong một trận giao hữu cùng với anh trai Raul của mình cho đội Toronto Italia chống lại đội bóng các ngôi sao của Giải bóng đá quốc gia Canada. Bản thân Maradona đã được vinh danh trong một trận đấu vào tháng 11 năm 2001, với Maradona tham gia thi đấu giữa một đội World XI toàn ngôi sao thế giới và đội tuyển quốc gia Argentina.

## Sự nghiệp quốc tế

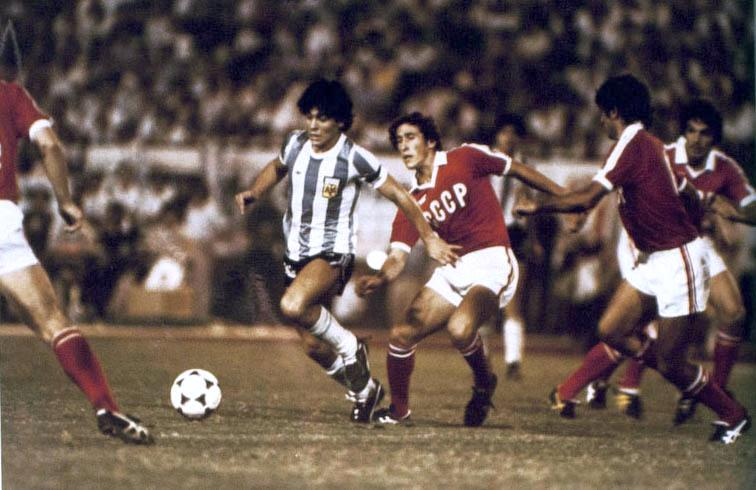
Maradona trong pha tranh bóng với các cầu thủ Liên Xô tại trận chung kết giải vô địch trẻ thế giới năm 1979 của FIFA

Trong thời gian khoác áo đội tuyển Argentina, Maradona đã ghi 34 bàn sau 91 lần ra sân. Ông có trận ra mắt quốc tế đầy đủ ở tuổi 16, trong trận đấu với Hungary, vào ngày 27 tháng 2 năm 1977. Maradona bị huấn luyện viên César Luis Menotti loại khỏi đội tuyển Argentina tham dự World Cup 1978 trên sân nhà, khi ông cảm thấy anh còn quá trẻ ở tuổi 17  Ở tuổi 18, Maradona đã chơi ở Giải vô địch trẻ thế giới năm 1979 tại Nhật Bản và nổi lên như một ngôi sao của giải đấu, tỏa sáng trong chiến thắng chung cuộc 3–1 của Argentina trước Liên Xô, ghi tổng cộng 6 bàn thắng sau 6 lần ra sân tại giải đấu này. Vào ngày 2 tháng 6 năm 1979, Maradona ghi bàn thắng quốc tế đầu tiên trong trận thắng 3–1 trước Scotland tại Hampden Park. Anh tiếp tục chơi cho Argentina trong hai trận Copa América năm 1979 trong tháng 8 năm 1979, trận thua 2–1 trước Brazil và chiến thắng 3–0 trước Bolivia, trong đó anh ghi bàn thắng thứ ba cho đội bóng của mình.
Phát biểu sau 30 năm về tác động của màn trình diễn của Maradona vào năm 1979, Chủ tịch FIFA Sepp Blatter tuyên bố: "Mọi người đều có ý kiến về Diego Armando Maradona, và đó là trường hợp của anh ta kể từ những ngày còn thi đấu. Hồi ức sống động nhất của tôi là về cậu bé có năng khiếu tuyệt vời này tại FIFA U-20 World Cup lần thứ hai tại Nhật Bản năm 1979. Cậu ta khiến mọi người phải há hốc mồm mỗi khi có bóng."  Maradona và người đồng hương Lionel Messi là những cầu thủ duy nhất giành Quả bóng vàng ở cả FIFA U-20 World Cup và FIFA World Cup. Maradona đã làm như vậy vào năm 1979 và 1986, và Messi đã có thành tích tương tự vào năm 2005 và 2014.

### World Cup 1982
Maradona đã chơi giải đấu World Cup đầu tiên của mình vào năm 1982 tại Tây Ban Nha, nơi ông mới chuyển đến thi đấu. Argentina đấu với Bỉ trong trận mở màn Cúp quốc gia năm 1982 tại sân Nou Camp ở Barcelona. Khán giả xứ Catalan háo hức chứng kiến bản hợp đồng kỷ lục thế giới mới Maradona của họ thi đấu, nhưng Maradona đã không đạt được kỳ vọng, khi nhà đương kim vô địch Argentina thua 1–0. Mặc dù sau đó Argentina đã đánh bại cả Hungary và El Salvador một cách thuyết phục ở Alicante để tiến vào vòng hai, nhưng đã có những căng thẳng trong nội bộ đội bóng, với những cầu thủ trẻ hơn, ít kinh nghiệm hơn đối đầu với những cầu thủ lớn tuổi hơn, nhiều kinh nghiệm hơn. Trong một đội cũng bao gồm những cầu thủ như Mario Kempes, Osvaldo Ardiles, Ramón Díaz, Daniel Bertoni, Alberto Tarantini, Ubaldo Fillol và Daniel Passarella, đội bóng Argentina đã bị Brazil và Ý - đội bóng sau đó lên ngôi vô địch - đánh bại ở vòng hai. Trận đấu với đội Ý nổi tiếng với việc Maradona được Claudio Gentile kèm người rất chặt, và Ý đánh bại Argentina tại Sân vận động Sarrià ở Barcelona với tỷ số 2–1.
Maradona ra sân cả năm trận mà không bị thay ra lần nào, lập cú đúp vào lưới Hungary. Ông đã bị phạm lỗi liên tục trong cả năm trận đấu và đặc biệt là trong trận đấu cuối cùng với Brazil tại Sarrià, một trận đấu bị tàn phá bởi những pha phạm lỗi thô bạo và nghiêm trọng. Khi Argentina đã bị Brazil dẫn trước 3–0, sự nóng nảy của Maradona cuối cùng đã khiến ông trở nên thô lỗ và ông bị đuổi khỏi sân khi còn lại năm phút vì một pha trả đũa nghiêm trọng với Batista.

### World Cup 1986

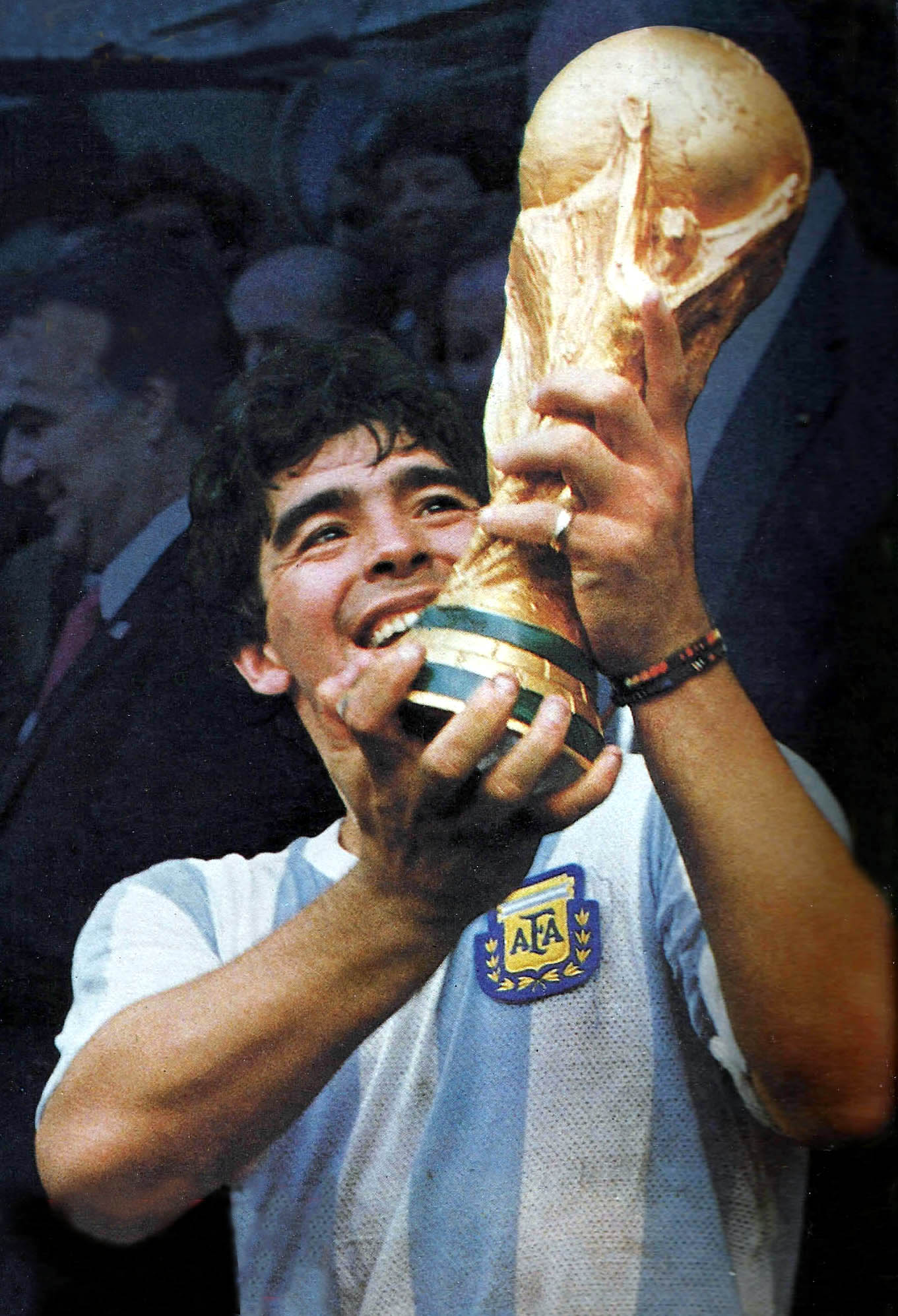
Maradona cầm chiếc cúp vô địch World Cup 1986

Với tư cách đội trưởng, Maradona đã dẫn dắt đội tuyển quốc gia Argentina vô địch World Cup 1986 tại Mexico, giành chiến thắng trong trận chung kết tại Mexico City với Tây Đức. Trong suốt giải đấu, Maradona đã khẳng định được sự thống trị của mình và là cầu thủ năng động nhất của giải đấu. Ông chơi tất cả thời gian trong mỗi trận đấu của Argentina, ghi 5 bàn và thực hiện 5 pha kiến tạo, 3 trong số đó là trong trận mở màn với Hàn Quốc tại Sân vận động Olímpico Universitario ở Mexico City. Bàn thắng đầu tiên của anh trong giải đấu là vào lưới Ý trong trận đấu thứ hai tại Puebla. Argentina loại Uruguay ở vòng loại trực tiếp đầu tiên ở Puebla, lập trận đấu với Anh trên sân vận động Azteca, cũng ở thành phố Mexico. Sau khi ghi hai bàn thắng tương phản trong chiến thắng 2-1 trước đội tuyển Anh, huyền thoại của ông đã trở nên vững chắc. Sự vĩ đại của bàn thắng thứ hai và tai tiếng của bàn thắng đầu tiên đã khiến tờ L'Equipe của Pháp mô tả Maradona là "nửa thiên thần, nửa ác quỷ". Trận đấu này được diễn ra với bối cảnh Chiến tranh Falklands giữa Argentina và Vương quốc Anh. Các video phát lại cho thấy bàn thắng đầu tiên được ghi bằng tay đập bóng vào lưới. Maradona lảng tránh một cách rụt rè, mô tả nó là "một chút với cái đầu của Maradona và một chút với bàn tay của Chúa". Nó được gọi là "Bàn tay của Chúa". Cuối cùng, vào ngày 22 tháng 8 năm 2005, Maradona thừa nhận trên chương trình truyền hình của mình rằng ông đã cố tình đấm bóng bằng tay và không có cú va chạm nào của trái bóng với đầu mình, và ngay khi bóng vào lưới ông đã biết bàn thắng là không hợp pháp. Đây được coi là một thất bại quốc tế trong lịch sử World Cup. Bàn thắng được công nhận trước sự phẫn nộ của các cầu thủ Anh.
Bàn thắng thứ hai của Maradona, chỉ 4 phút sau pha ghi bàn bằng tay, sau đó được FIFA bầu chọn là bàn thắng vĩ đại nhất lịch sử World Cup. Maradona nhận bóng trong phần sân của mình, xoay người và với 11 lần chạm bóng đã chạy dài hơn một nửa chiều dài của sân, lừa bóng qua năm cầu thủ Anh (Peter Beardsley, Steve Hodge, Peter Reid, Terry Butcher và Terry Fenwick) trước khi anh lừa thủ môn Peter Shilton ngã khi bắt trượt bóng, và dùng chân đẩy bóng vào lưới. Bàn thắng này đã được bầu chọn là "Bàn thắng của thế kỷ" trong một cuộc bình chọn trực tuyến năm 2002 do FIFA thực hiện. Một cuộc thăm dò của Kênh 4 ở Anh năm 2002 cho thấy màn trình diễn của Maradona xếp thứ 6 trong danh sách 100 khoảnh khắc thể thao tuyệt vời nhất.

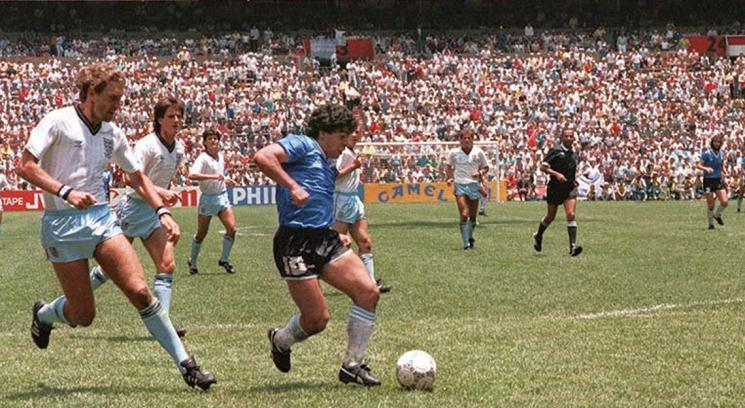
Maradona ngay trước khi ghi "Bàn thắng của thế kỷ" vào lưới đội tuyển Anh ở Mexico 1986

Maradona tiếp nối điều này với hai bàn thắng nữa trong trận bán kết với Bỉ tại Azteca, bao gồm một màn lừa bóng điêu luyện khác để ghi bàn thắng thứ hai. Trong trận đấu cuối cùng, Tây Đức đã cố gắng kiềm chế Maradona bằng cách ghi hai bàn, nhưng ông vẫn tìm được khoảng trống vượt qua cầu thủ Tây Đức Lothar Matthäus để cuối cùng chuyền bóng cho Jorge Burruchaga ghi bàn thắng. Argentina đánh bại Tây Đức 3–2 trước 115.000 người hâm mộ trên sân Azteca với Maradona nâng cao chức vô địch World Cup với tư cách đội trưởng.
Trong suốt giải đấu, Maradona đã cố gắng hoặc tạo ra hơn một nửa số cú sút của Argentina, cố gắng thực hiện 90 pha rê dắt bóng hay nhất giải đấu - nhiều hơn ba lần so với bất kỳ cầu thủ nào khác - và bị phạm lỗi kỷ lục 53 lần, giúp đội của ông có gấp đôi số quả đá phạt so với bất kỳ cầu thủ nào khác trong đội. Maradona đã ghi hoặc kiến tạo 10 trong số 14 bàn thắng của Argentina (71%), bao gồm cả pha kiến tạo thành bàn trong trận chung kết, đảm bảo rằng ông sẽ được nhớ đến như một trong những cái tên vĩ đại nhất trong lịch sử bóng đá. Khi bế mạc giải đấu, Maradona tiếp tục giành Quả bóng vàng với tư cách là cầu thủ xuất sắc nhất của giải đấu theo phiếu bầu nhất trí và được nhiều người coi là Argentina đã vô địch World Cup hầu như chỉ bằng sức lực của cá nhân ông, mà sau đó ông tuyên bố rằng ông không hoàn toàn đồng ý với nhận định đó. Zinedine Zidane, xem World Cup 1986 khi mới 14 tuổi, nói Maradona "ở một đẳng cấp khác". Để tri ân, chính quyền sân vận động Azteca đã dựng một bức tượng Maradona ghi "Bàn thắng của thế kỷ" và đặt nó ở lối vào của sân vận động.
Về màn trình diễn của Maradona tại World Cup 1986 ở Mexico, năm 2014, Roger Bennett của ESPN FC mô tả đó là "màn trình diễn điêu luyện nhất mà một kỳ World Cup từng chứng kiến", trong khi Kevin Baxter của Los Angeles Times gọi đó là "một trong số những màn trình diễn cá nhân vĩ đại nhất trong lịch sử giải đấu,"  với Steven Goff của The Washington Post thay vào đó gọi màn trình diễn của Maradona là "một trong những trận đấu hay nhất trong lịch sử giải đấu."  Năm 2002, Russell Thomas của tờ The Guardian mô tả bàn thắng thứ hai của Maradona vào lưới Anh ở tứ kết World Cup 1986 là "bàn thắng cá nhân vĩ đại nhất từ trước đến nay." Trong một bài báo năm 2009 cho CBC Sports, John Molinaro đã mô tả bàn thắng này là "bàn thắng vĩ đại nhất từng được ghi trong giải đấu này - và có thể là trong toàn bộ lịch sử bóng đá." Trong một bài báo năm 2018 cho Sportsnet, ông nói thêm: "Không có cầu thủ nào khác, kể cả Pelé năm 1958 hay Paolo Rossi năm 1982, đã thống trị một giải đấu duy nhất như cách Maradona đã làm ở Mexico." Ông cũng tiếp tục nói về màn trình diễn của Maradona: "Người nghệ sĩ Argentina xuất sắc đã một tay mang về cho đất nước của mình chức vô địch World Cup thứ hai." Về hai bàn thắng đáng nhớ của mình vào lưới Anh ở tứ kết, ông nhận xét: "Đúng, đó là bàn tay của Maradona, chứ không phải của Chúa, chịu trách nhiệm cho bàn thua đầu tiên vào lưới Anh. Nhưng trong khi bàn thắng của 'Bàn tay của Chúa' vẫn là một trong những khoảnh khắc gây tranh cãi nhất trong lịch sử World Cup, không có gì phải bàn cãi khi bàn thắng thứ hai của Maradona vào lưới đội tuyển Anh được coi là bàn thắng vĩ đại nhất từng được ghi trong giải đấu. Nó vượt qua cả thể thao đơn thuần - mục tiêu của Maradona là nghệ thuật thuần túy. " 

### World Cup 1990

Maradona thực hiện đường chuyền xuyên qua hàng phòng ngự để Claudio Caniggia (trên cùng bên phải) ghi bàn thắng vào lưới Brazil, ngày 24 tháng 6 năm 1990

Maradona lại là đội trưởng của Argentina ở World Cup 1990 tại Ý và đi tới một trận chung kết World Cup nữa. Chấn thương mắt cá chân đã ảnh hưởng đến thành tích chung của ông, và ông kém nổi trội hơn nhiều so với 4 năm trước đó. Sau khi để thua trận mở màn trước Cameroon tại San Siro ở Milan, Argentina gần như đã bị loại ngay từ vòng bảng, chỉ giành được vị trí thứ 3 so với bảng đấu. Ở trận đấu vòng 16 đội với Brazil tại Turin, Claudio Caniggia là cầu thủ ghi bàn duy nhất sau đường kiến tạo của Maradona.
Trong trận tứ kết, Argentina đối đầu Nam Tư tại Florence; trận đấu kết thúc với tỷ số 0–0 sau 120 phút, khi Argentina vượt lên trong loạt sút luân lưu dù Maradona đã cản phá được cú sút yếu ớt về phía bên phải của thủ môn. Trận bán kết với nước chủ nhà Ý tại sân vận động câu lạc bộ của Maradona ở Naples, Stadio San Paolo, cũng được giải quyết trên chấm phạt đền sau khi hòa 1-1. Tuy nhiên, lần này, Maradona đã thực hiện thành công quả bóng nỗ lực của mình khi dũng mãnh đưa bóng vào lưới với bản sao gần như chính xác cú đá không thành công của anh ở vòng trước. Tại trận chung kết ở Rome, Argentina thua Tây Đức 1–0, bàn thắng duy nhất do công của Andreas Brehme ở phút 85 sau một pha phạm lỗi gây tranh cãi với Rudi Völler.

### World Cup 1994

Maradona đi kiểm tra chất kích thích sau trận đấu với Nigeria, ngày 25 tháng 6 năm 1994

Tại World Cup 1994 trên đất Mỹ, Maradona chỉ chơi hai trận (đều ở sân Foxboro gần Boston), ghi một bàn vào lưới Hy Lạp, trước khi bị đuổi về nước sau khi không qua được cuộc kiểm tra chất kích thích ephedrine. Sau khi ghi bàn vào lưới Hy Lạp, Maradona đã có một trong những màn ăn mừng bàn thắng đáng chú ý nhất World Cup khi chạy về phía một trong những máy quay bên lề và hét lên với khuôn mặt méo mó và đôi mắt lồi. Đây là bàn thắng quốc tế cuối cùng của Maradona cho Argentina. Trong trận đấu thứ hai, chiến thắng 2-1 trước Nigeria, trận đấu cuối cùng của ông cho Argentina, Maradona đã ghi cả hai bàn thắng cho đội mình từ những quả đá phạt, bàn thứ hai là một pha kiến tạo cho Caniggia.
Trong cuốn tự truyện của mình, Maradona cho rằng kết quả kiểm tra dương tính là do huấn luyện viên cá nhân cho anh uống nước tăng lực Rip Fuel. Tuyên bố của Maradona nói rằng ông đã lỡ dùng phiên bản của Mỹ, không giống như phiên bản của Argentina, có chứa hóa chất và do đã hết liều lượng sử dụng ở Argentina, huấn luyện viên của ông đã vô tình mua chai nước của Mỹ. FIFA đã đuổi Maradona khỏi USA '94, và Argentina sau đó bị Romania loại ở vòng 16 trong trận đấu ở Los Angeles. Maradona cũng tuyên bố riêng rằng ông đã có một thỏa thuận với FIFA, theo đó tổ chức này đã gia hạn, cho phép anh sử dụng thuốc giảm cân trước khi thi đấu để có thể thi đấu. Cuộc thử nghiệm chất kích thích cho kết quả dương tính của Maradona tại World Cup 1994 báo hiệu sự kết thúc sự nghiệp quốc tế của ông, kéo dài 17 năm và ghi được 34 bàn thắng sau 91 trận, cũng như một lần vô địch và một lần á quân tại World Cup.

## Hồ sơ cầu thủ

### Phong cách thi đấu

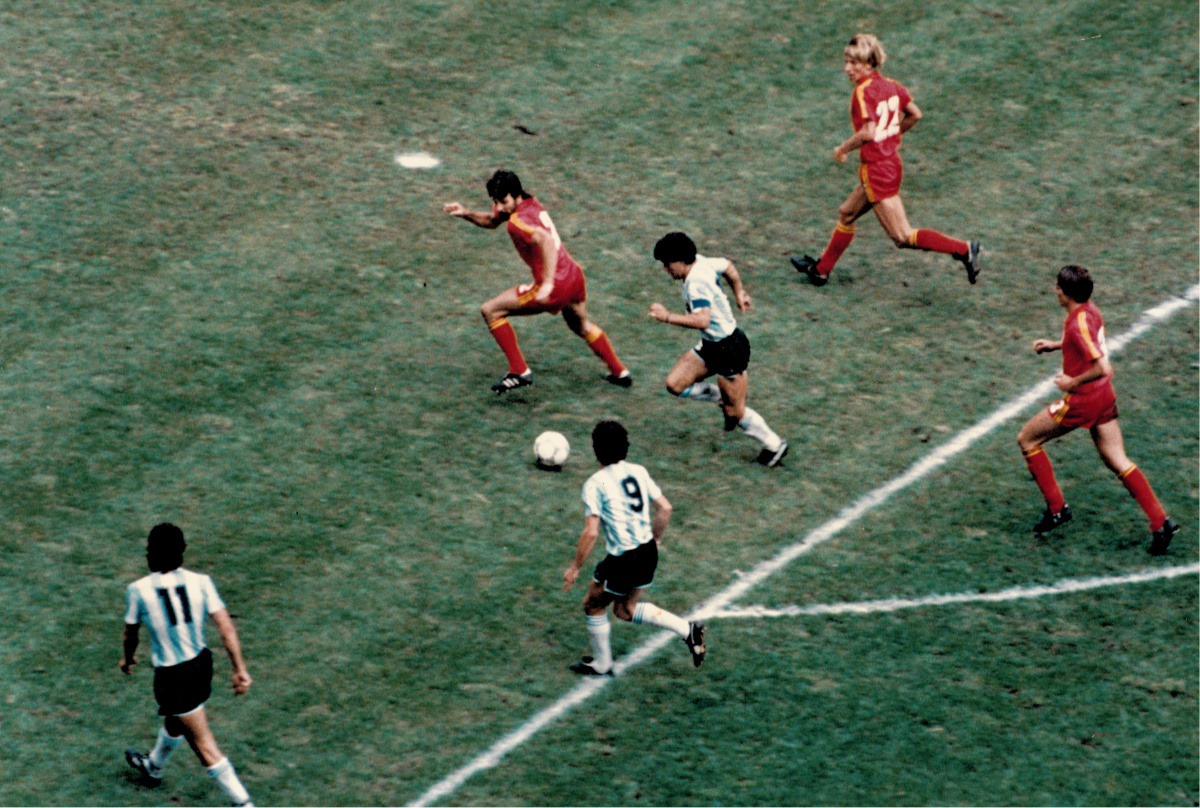
Maradona (trong ảnh đang rê dắt bóng trong trận gặp Bỉ năm 1986) có khả năng kiểm soát bóng gần như tuyệt vời và thường xuyên chạy ngược hướng lại đối thủ.

Được mô tả như một " số 10 cổ điển " trên các phương tiện truyền thông, Maradona là một cầu thủ chơi truyền thống thường chơi ở vai trò tự do, hoặc như một tiền vệ tấn công phía sau tiền đạo, hoặc như một tiền đạo thứ hai ở hàng tiền đạo hai, mặc dù ông đôi khi cũng được triển khai như một tiền vệ trung tâm thiên về tấn công trong sơ đồ 4–4–2. Maradona nổi tiếng với khả năng rê dắt, tầm nhìn, kiểm soát bóng gần, chuyền bóng và sáng tạo, và được coi là một trong những cầu thủ khéo léo nhất trong môn thể thao này. Maradona có một vóc dáng nhỏ gọn, và với đôi chân khỏe, trọng tâm thấp và dẫn đến có khả năng cân bằng tốt hơn, ông có thể chịu được áp lực vật lý tốt khi chạy với bóng, mặc dù vóc dáng nhỏ bé, trong khi khả năng tăng tốc, đôi chân nhanh nhẹn và sự linh hoạt, kết hợp với kỹ năng rê bóng và kiểm soát tốc độ chặt chẽ, Maradona có thể thay đổi hướng nhanh chóng, khiến đối thủ khó lòng chống đỡ.
Maradona được coi là một trong những cầu thủ rê dắt bóng xuất sắc nhất trong lịch sử bóng đá. Cựu danh thủ Hà Lan, Johan Cruyff, nhận thấy sự tương đồng giữa Maradona và Lionel Messi với quả bóng dường như gắn liền với cơ thể của họ khi rê bóng. Điểm mạnh về thể chất của Maradona đã được thể hiện qua hai bàn thắng vào lưới Bỉ ở World Cup 1986. Mặc dù nổi tiếng với thiên hướng thực hiện các pha chạy bóng cá nhân, Mardona cũng là một chiến lược gia và là một cầu thủ thông minh, có khả năng nhận biết không gian tuyệt vời, cũng như có kỹ thuật cao với trái bóng. Ông có thể xoay xở hiệu quả trong không gian hạn chế, và sẽ thu hút các hậu vệ và sau đó nhanh chóng thoát" ra khỏi cuộc hỗn chiến (như trong bàn thắng thứ hai năm 1986 vào lưới Anh), hoặc hỗ trợ cho một đồng đội tự do. Maradona có thể cầm bóng ngắn, nhưng mạnh mẽ, và có thể cầm bóng đủ lâu với một hậu vệ ở phía sau lưng để chờ đồng đội chạy chỗ hoặc tìm khoảng trống để sút nhanh. Ông đã thể hiện phẩm chất lãnh đạo trên sân và là đội trưởng Argentina trong các chiến dịch chinh phục World Cup 1986, 1990 và 1994. Trong khi chủ yếu là một cầu thủ chơi sáng tạo, Maradona cũng được biết đến với khả năng dứt điểm và ghi bàn. Cựu huấn luyện viên của Milan, Arrigo Sacchi cũng đã ca ngợi Maradona về tỷ lệ phòng ngự phản công trong một cuộc phỏng vấn năm 2010 với Il Corriere dello Sport.

Thẻ giao dịch Maradona do Panini phát hành cho World Cup 1986

Maradona là người lãnh đạo đội trong và ngoài sân - ông sẽ thay mặt các cầu thủ lên tiếng về một loạt vấn đề. Khả năng của Maradona với tư cách là một cầu thủ và tính cách mạnh mẽ của ông có ảnh hưởng tích cực lớn đến đội bóng. Người đồng đội ở World Cup 1986, Jorge Valdano nói rõ:
- "Maradona là một nhà lãnh đạo kỹ thuật: một người giải quyết mọi khó khăn có thể xảy ra trên sân cỏ. Thứ nhất, anh ấy có nhiệm vụ làm nên những điều kỳ diệu, đó là điều khiến các đồng đội rất tự tin. Thứ hai, phạm vi nổi tiếng của anh ấy đến mức anh ấy thay mặt các đồng đội của mình hấp thụ mọi áp lực. Ý tôi là: mọi người ngủ ngon vào đêm trước trận đấu không chỉ vì bạn biết bạn đang chơi bên cạnh Diego và Diego đã làm những điều mà không một cầu thủ nào khác trên thế giới có thể làm được, mà còn bởi vì vô thức chúng tôi biết rằng nếu xảy ra trường hợp mà chúng tôi thua thì Maradona sẽ gánh nhiều áp lực hơn, sẽ bị đổ lỗi nhiều hơn những người còn lại. Đó là loại ảnh hưởng của anh ấy đối với đội bóng."

Ca ngợi "sức hút" của Maradona, một đồng đội khác của ông ở Argentina, tiền đạo có phong độ sung mãn Gabriel Batistuta, tuyên bố, "Diego có thể chỉ huy cả sân vận động, để mọi người phải dán mắt vào anh ấy. Tôi đã chơi với anh ấy và tôi có thể cho bạn biết anh ấy có ý nghĩa quyết định như thế nào về mặt kỹ thuật đối với đội ". Cựu chủ tịch của Napoli - Corrado Ferlaino - nhận xét về phẩm chất lãnh đạo của Maradona trong thời gian thi đấu cho câu lạc bộ vào năm 2008, mô tả ông là "một huấn luyện viên trên sân cỏ." 
Một trong những cú đi bóng nổi tiếng của Maradona là đi bóng tốc độ tối đa bên cánh phải, tiếp cận sát vạch biên ngang khung thành đối phương, và sau đó chuyền ngược lại chính xác cho đồng đội ở khu cấm địa. Một cú đi bóng có thương hiệu khác là rabona, một cú sút chéo góc phía sau chân với toàn bộ trọng lượng. Sự cơ động này dẫn đến một số pha kiến tạo, chẳng hạn như đường chuyền cho Ramón Díaz đánh đầu vào lưới Thụy Sĩ năm 1980. Anh cũng là một cầu đá phạt và sút phạt đền nguy hiểm, người nổi tiếng với khả năng bẻ cong bóng từ các quả phạt góc và các tình huống trực tiếp. Được coi là một trong những chuyên gia sút phạt xuất sắc nhất mọi thời đại, kỹ thuật sút phạt của Maradona thường nâng đầu gối ở góc cao khi chạm bóng, do đó tạo điều kiện cho Maradona nâng bóng lên cao qua bức tường người, cho phép Maradona sút phạt ngay cả từ cự ly gần, trong vòng 22 đến 17 yard (20 đến 16 mét) từ khung thành, hoặc thậm chí ngay bên ngoài vòng cấm. Phong cách sút phạt của Maradona ảnh hưởng đến một số chuyên gia sút phạt khác, bao gồm Gianfranco Zola, Andrea Pirlo, và Lionel Messi.

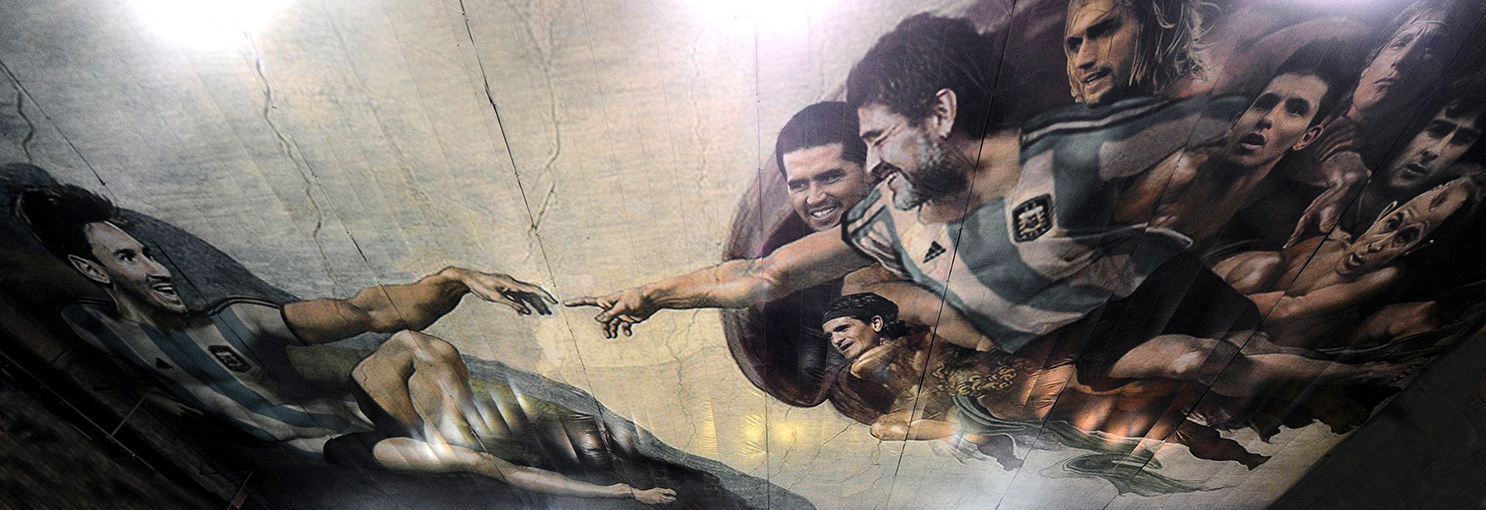
Maradona (phải) và Lionel Messi trong bức tranh The Sistine Chapel of Football, trên trần của một câu lạc bộ thể thao ở Barracas, Buenos Aires

Maradona nổi tiếng với tính cách gian xảo khi chơi bóng. Một số nhà phê bình coi bàn thắng gây tranh cãi "Bàn tay của Chúa" tại World Cup 1986 là một động tác thông minh, với một trong những cầu thủ đối phương, Glenn Hoddle, thừa nhận rằng Maradona đã ngụy trang bằng cách hất đầu cùng lúc khi chạm tay vào bóng. Bản thân bàn thắng này đã được xem như một hiện thân của thị trấn tồi tàn Maradona ở Buenos Aires đã được nuôi dưỡng và khái niệm của nó về viveza criolla - "sự xảo quyệt của bọn criollos". Trong khi chỉ trích bàn thắng đầu tiên bất hợp pháp, tiền đạo Gary Lineker của Anh thừa nhận, "Khi Diego ghi bàn thắng thứ hai vào lưới chúng tôi, tôi cảm thấy muốn vỗ tay. Tôi chưa bao giờ cảm thấy như vậy trước đây, nhưng đó là sự thật... và không chỉ vì đây là một trận đấu quan trọng. Không thể nào ghi một bàn thắng đẹp như vậy. Anh ấy là cầu thủ vĩ đại nhất mọi thời đại, vượt lên trên hẳn những người khác. Một hiện tượng chân thực. "  Maradona đã sử dụng tay của mình ở World Cup 1990, một lần nữa mà không bị trừng phạt, và lần này là trên đường vạch vôi cầu môn của đội nhà, để ngăn Liên Xô ghi bàn. Một số ấn phẩm đã gọi Maradona là Artful Dodger, một kẻ móc túi trong tác phẩm Oliver Twist của Charles Dickens.
Maradona chủ yếu thuận chân trái, thường sử dụng chân trái ngay cả khi bóng được đặt ở vị trí thích hợp hơn để dùng chân phải. Bàn thắng đầu tiên của ông vào lưới Bỉ ở bán kết World Cup 1986 là một chỉ số xứng đáng cho điều đó; Maradona đã băng vào bên trong cánh phải để nhận đường chuyền nhưng lại để bóng đi đến chân trái, đòi hỏi nhiều kỹ thuật hơn. Trong lần vượt qua một số cầu thủ Anh ở vòng trước với "Bàn thắng của thế kỷ", Maradona đã không sử dụng chân phải một lần nào, mặc dù đã dành toàn bộ thời gian di chuyển ở bên phải sân. Trong trận đấu ở vòng hai World Cup 1990 với Brazil, Maradona đã sử dụng chân phải của mình để thực hiện cú chuyền dọn cỗ cho Claudio Caniggia ấn định chiến thắng, do bị hai cầu thủ của Brazil kèm chặt buộc Maradona phải chuyền bóng ở một vị trí mà việc sử dụng chân trái là không thực tế.

### Đón nhận
Maradona được nhiều người coi là cầu thủ xuất sắc nhất trong thế hệ của ông, cũng như một trong những cầu thủ vĩ đại nhất mọi thời đại bởi một số chuyên gia, cầu thủ và nhà quản lý, và đối với một số người là cầu thủ giỏi nhất mọi thời đại. Ông nổi tiếng là một trong những cầu thủ khéo léo nhất trong lịch sử bóng đá, cũng như được coi là một trong những cầu thủ rê dắt bóng giỏi nhất  và sút phạt tốt nhất trong lịch sử của môn thể thao này. Được coi là một tài năng sớm khi còn trẻ, ngoài khả năng chơi bóng, Maradona còn nhận được lời khen ngợi từ huấn luyện viên cũ Menotti vì sự cống hiến, quyết tâm và đạo đức làm việc mà ông đã thể hiện để cải thiện khía cạnh kỹ thuật. Menotti nhận xét: "Tôi luôn thận trọng khi sử dụng từ 'thiên tài'. Tôi thấy khó có thể áp dụng điều đó ngay cả với Mozart. Vẻ đẹp trong trò chơi của Diego có yếu tố di truyền - khả năng chơi bóng tự nhiên của cậu ta - nhưng nó cũng nhờ rất nhiều vào khả năng học hỏi nữa: rất nhiều nét vẽ, những nét vẽ của 'thiên tài', thực chất là sản phẩm của sự chăm chỉ làm việc của Maradona. Diego đã làm việc rất chăm chỉ để trở thành người giỏi nhất. "  Cựu HLV Napoli của Maradona - Ottavio Bianchi - cũng ca ngợi tính kỷ luật trong huấn luyện của ông, nhận xét: "Diego khác với những gì họ miêu tả. Khi bạn để anh ta một mình, anh ta là một đứa trẻ rất ngoan. Thật tuyệt vời khi được xem và huấn luyện Maradona. Tất cả mọi người đều nói về chuyện cậu ta không chịu tập luyện nhưng không đúng vì Diego là người cuối cùng rời sân, tôi cần phải đuổi cậu ta đi vì nếu không cậu ta sẽ ở lại hàng giờ để sáng chế ra những kiểu đá phạt mới. "  Tuy nhiên, như Bianchi đã lưu ý, Maradona được biết đến là người đã thực hiện "những pha chơi bóng tuyệt vời" và làm "những điều không tưởng" và "không thể tin được" với trái bóng trong các buổi tập, và thậm chí trải qua những khoảng thời gian tập luyện nghiêm ngặt, Maradona vẫn được biết đến với tỷ lệ tập luyện khi không có bóng hạn chế, và thậm chí còn bị tai tiếng trong thời gian ở Ý vì bỏ lỡ các buổi tập với Napoli, và Maradona thường tập luyện một mình thay vì cùng với cả đội.
Trong một bộ phim tài liệu năm 2019 về cuộc đời của ông, Diego Maradona, Maradona đã thú nhận rằng chế độ sống hàng tuần của ông bao gồm "chơi một trận vào Chủ nhật, đi chơi cho đến thứ tư, sau đó tập thể dục bắt đầu từ thứ năm." Về chế độ luyện tập không nhất quán của Maradona, đạo diễn của phim, Asif Kapadia, vào năm 2020 đã nhận xét: "Anh ấy bị rối loạn chuyển hóa. Anh ấy trông sẽ vô cùng thất thường, nhưng sau đó anh ấy sẽ tập luyện như điên và đổ mồ hôi cho đến khi ngày thi đấu đến. Hình dạng cơ thể của anh ấy trông không giống một cầu thủ bóng đá, nhưng sau đó anh ấy có khả năng tập luyện và sự cân bằng này. Anh ấy có một cách tồn tại riêng và ý tưởng nói chuyện thành thật với anh ấy về cách Maradona làm gì trong một tuần điển hình diễn ra khá tuyệt vời. " Ông cũng tiết lộ rằng Maradona đã đi trước thời đại vì có một huấn luyện viên thể lực cá nhân - Fernando Signorini - người đã huấn luyện Maradona trong nhiều lĩnh vực khác nhau, ngoài việc chăm sóc thể chất của anh ấy, và nói thêm: "Trong khi anh ấy [Maradona] ở trong một đội bóng, anh ấy có chế độ ăn uống và tập luyện riêng của mình. Có bao nhiêu cầu thủ sẽ làm điều đó? Có bao nhiêu cầu thủ thậm chí biết suy nghĩ như vậy? 'Tôi khác với bất kỳ ai khác nên tôi cần phải rèn luyện những gì tôi giỏi và những gì tôi yếu.' Signorini đọc rất tốt và rất thông minh. Ông sẽ nói theo nghĩa đen, 'Đây là cách tôi sẽ huấn luyện bạn, hãy đọc cuốn sách này.' Ông sẽ giúp Maradona về mặt tâm lý, ông ấy nói chuyện với Maradona về triết học, và những thứ tương tự. "  Hơn nữa, Maradona nổi tiếng với chế độ ăn uống nghèo nàn và lối sống cực đoan ngoài sân cỏ, bao gồm cả việc sử dụng ma túy bất hợp pháp và lạm dụng rượu, cùng với các vấn đề cá nhân, sự trao đổi chất của anh ta, thuốc mà anh ta được kê đơn và thời gian không hoạt động do chấn thương và đình chỉ thi đấu, dẫn đến việc Maradona bị tăng cân đáng kể và suy giảm thể chất khi sự nghiệp của anh ấy kéo dài; Sự thiếu kỷ luật và những khó khăn trong cuộc sống cá nhân đầy sóng gió của Maradona được một số người trong môn thể thao này cho rằng đã ảnh hưởng tiêu cực đến màn trình diễn và tuổi thọ của Maradona trong những năm cuối sự nghiệp thi đấu.
Là một nhân vật gây tranh cãi trong môn thể thao này, trong khi Maradona nhận được sự tán thưởng từ các cầu thủ, chuyên gia và huấn luyện viên về phong cách chơi của mình, ông cũng bị giới truyền thông chỉ trích vì sự nóng nảy và hành vi đối đầu của mình, cả trong và ngoài sân cỏ. Tuy nhiên, vào năm 2005, Paolo Maldini, mô tả Maradona vừa là cầu thủ vĩ đại nhất mà ông từng đối mặt, vừa là người trung thực nhất, nói rằng: "Anh ấy là một hình mẫu về hành vi tốt trên sân cỏ - anh ấy tôn trọng tất cả mọi người, từ những cầu thủ vĩ đại tới các cầu thủ bình thường. Anh ấy luôn bị phạm lỗi, bị chèn ngã khắp nơi trên sân và anh ấy không bao giờ phàn nàn - không giống như một số tiền đạo ngày nay."  Câu lạc bộ phòng ngự cũ và đồng đội quốc tế của anh ấy, Baresi, đã nói khi ông được hỏi ai là đối thủ lớn nhất của mình: "Maradona; khi anh ấy đang ở phong độ cao, gần như không có cách nào để ngăn cản anh ấy,"  trong khi cựu hậu vệ Ý Giuseppe Bergomi đã mô tả Maradona là cầu thủ vĩ đại nhất mọi thời đại vào năm 2018.
Năm 1999, Maradona được World Soccer xếp thứ hai sau Pelé trong danh sách "100 cầu thủ vĩ đại nhất thế kỷ 20" của tạp chí này. Cùng với Pelé, Maradona là một trong hai người cùng giành giải "Cầu thủ xuất sắc nhất thế kỷ của FIFA" năm 2000, và cũng đứng thứ năm trong "Cuộc bầu cử thế kỷ của IFFHS". Trong một cuộc thăm dò của FIFA năm 2014, Maradona được bầu chọn là số 10 vĩ đại thứ hai mọi thời đại, chỉ sau Pelé, và cuối năm đó, được xếp thứ hai trong danh sách 100 cầu thủ vĩ đại nhất World Cup của The Guardian ' -thời gian, trước World Cup 2014 ở Brazil, một lần nữa xếp sau Pelé. Năm 2017, FourFourTwo xếp Maradona ở vị trí đầu tiên trong danh sách "100 cầu thủ vĩ đại nhất",  trong khi vào năm 2018, Maradona được cùng một tạp chí xếp hạng nhất trong danh sách "Cầu thủ bóng đá vĩ đại nhất trong lịch sử World Cup"; vào tháng 3 năm 2020, anh cũng được Jack Gallagher của 90min.com xếp hạng nhất trong danh sách "50 cầu thủ vĩ đại nhất mọi thời đại". Vào tháng 5 năm 2020, Sky Sports xếp Maradona là cầu thủ xuất sắc nhất chưa từng vô địch Champions League hoặc Cúp C1 châu Âu.

## Nghỉ hưu và tri ân

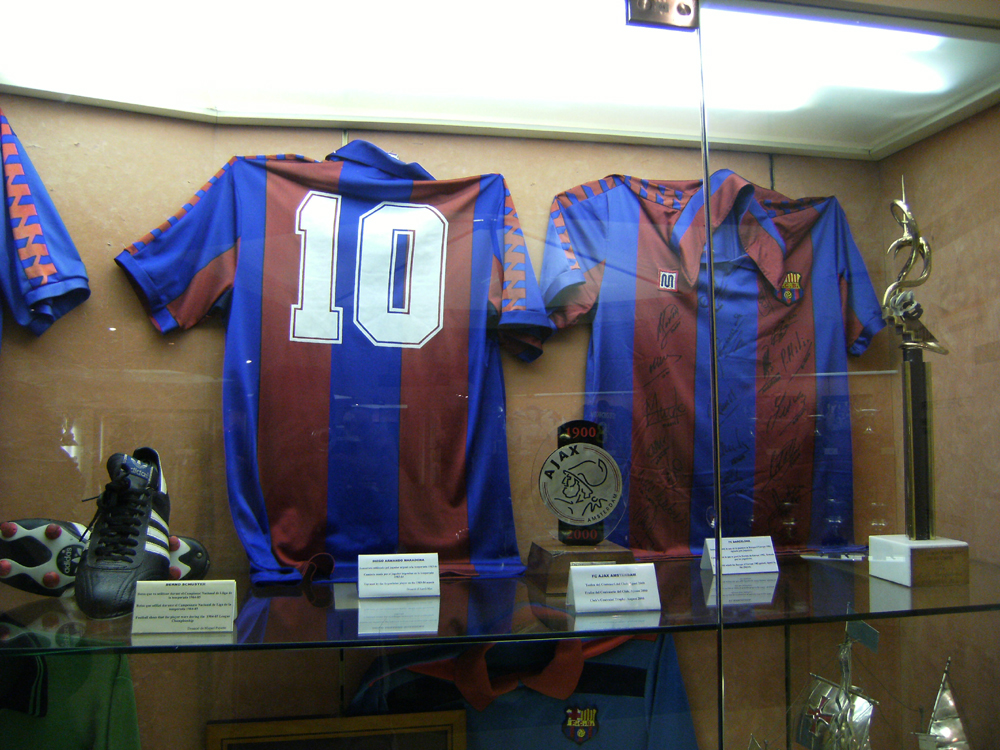
Chiếc áo blaugrana của Diego Maradona được trưng bày trong Bảo tàng FC Barcelona

Bị báo chí săn đón trong nhiều năm, Maradona từng bắn một phát súng trường hơi nén vào các phóng viên mà ông cho rằng đang xâm phạm quyền riêng tư của mình. Câu nói này của đồng đội cũ Jorge Valdano tóm tắt cảm xúc của nhiều người:
- Anh ấy là một người mà nhiều người muốn noi theo, một nhân vật gây tranh cãi, được yêu mến, bị ghét bỏ, người đã gây ra biến động lớn, đặc biệt là ở Argentina... Làm căng thẳng thêm cuộc sống cá nhân của anh ấy là một sai lầm. Maradona không có đồng nghiệp bên trong sân cỏ, nhưng anh ấy đã biến cuộc đời mình thành một cuộc trình diễn, và sống trong một thử thách cá nhân mà người khác không nên bắt chước.

Năm 1990, Quỹ Konex từ Argentina đã trao cho anh Giải thưởng Konex Kim cương, một trong những giải thưởng văn hóa danh giá nhất ở Argentina, là nhân vật quan trọng nhất trong Thể thao trong thập kỷ qua ở đất nước này. Vào tháng 4 năm 1996, Maradona đã có một trận đấu quyền anh ba hiệp với Santos Laciar để làm từ thiện. Năm 2000, Maradona xuất bản cuốn tự truyện Yo Soy El Diego ("Tôi là Diego "), cuốn sách này đã trở thành cuốn sách bán chạy nhất ở Argentina. Hai năm sau, Maradona tặng lại tiền bản quyền tại Cuba của cuốn sách của ông cho "người dân Cuba và Fidel ".

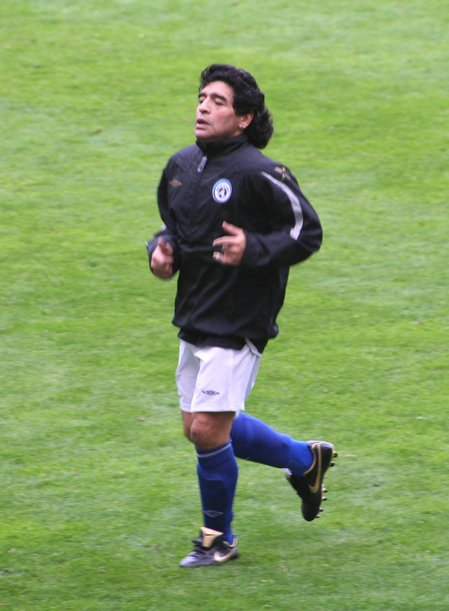
Maradona tại trận đấu từ thiện Soccer Aid ở Old Trafford, Manchester vào tháng 5 năm 2006, sau khi giảm cân

Năm 2000, Maradona giành được giải thưởng Cầu thủ xuất sắc nhất thế kỷ của FIFA, giải thưởng được quyết định bởi các phiếu bầu trên trang web chính thức, tạp chí chính thức của họ và một ban giám khảo lớn. Maradona đã giành chiến thắng trong cuộc thăm dò dựa trên Internet, thu được 53,6% phiếu bầu so với 18,53% cho Pelé. Bất chấp điều này, và ngay trước buổi lễ, FIFA đã bổ sung giải thưởng thứ hai và chỉ định một ủy ban "Gia đình bóng đá" bao gồm các nhà báo bóng đá cũng đã trao cho Pelé danh hiệu Cầu thủ xuất sắc nhất thế kỷ để tạo kết quả hòa. Maradona cũng đứng thứ 5 trong cuộc bầu chọn của IFFHS (Liên đoàn thống kê và lịch sử bóng đá quốc tế). Năm 2001, Liên đoàn bóng đá Argentina (AFA) hỏi FIFA cho phép số áo 10 cho Maradona được nghỉ không dùng vĩnh viễn. FIFA đã không chấp nhận yêu cầu này, mặc dù các quan chức Argentina vẫn khẳng định rằng FIFA ám chỉ rằng điều đó sẽ xảy ra.
Maradona đã đứng đầu một số cuộc bình chọn của người hâm mộ, bao gồm cuộc thăm dò của FIFA năm 2002, trong đó bàn thắng thứ hai của anh vào lưới đội tuyển Anh được chọn là bàn thắng đẹp nhất từng ghi ở một kỳ World Cup; Maradona cũng giành được nhiều phiếu bầu nhất trong một cuộc thăm dò để xác định Đội bóng xuất sắc nhất mọi thời đại của World Cup. Vào ngày 22 tháng 3 năm 2010, Maradona được chọn là số 1 trong 10 cầu thủ xuất sắc nhất World Cup mọi thời đại của tờ báo The Times có trụ sở tại London. Argentinos Juniors đặt tên sân vận động của mình theo tên Maradona vào ngày 26 tháng 12 năm 2003. Năm 2003, Maradona được cầu thủ bóng đá người Libya Al-Saadi Gaddafi, con trai thứ ba của Đại tá Muammar Gaddafi, tuyển dụng làm "cố vấn kỹ thuật", trong khi Al-Saadi đang chơi cho câu lạc bộ Ý, Perugia, mà đang chơi ở Serie A vào lúc đó.

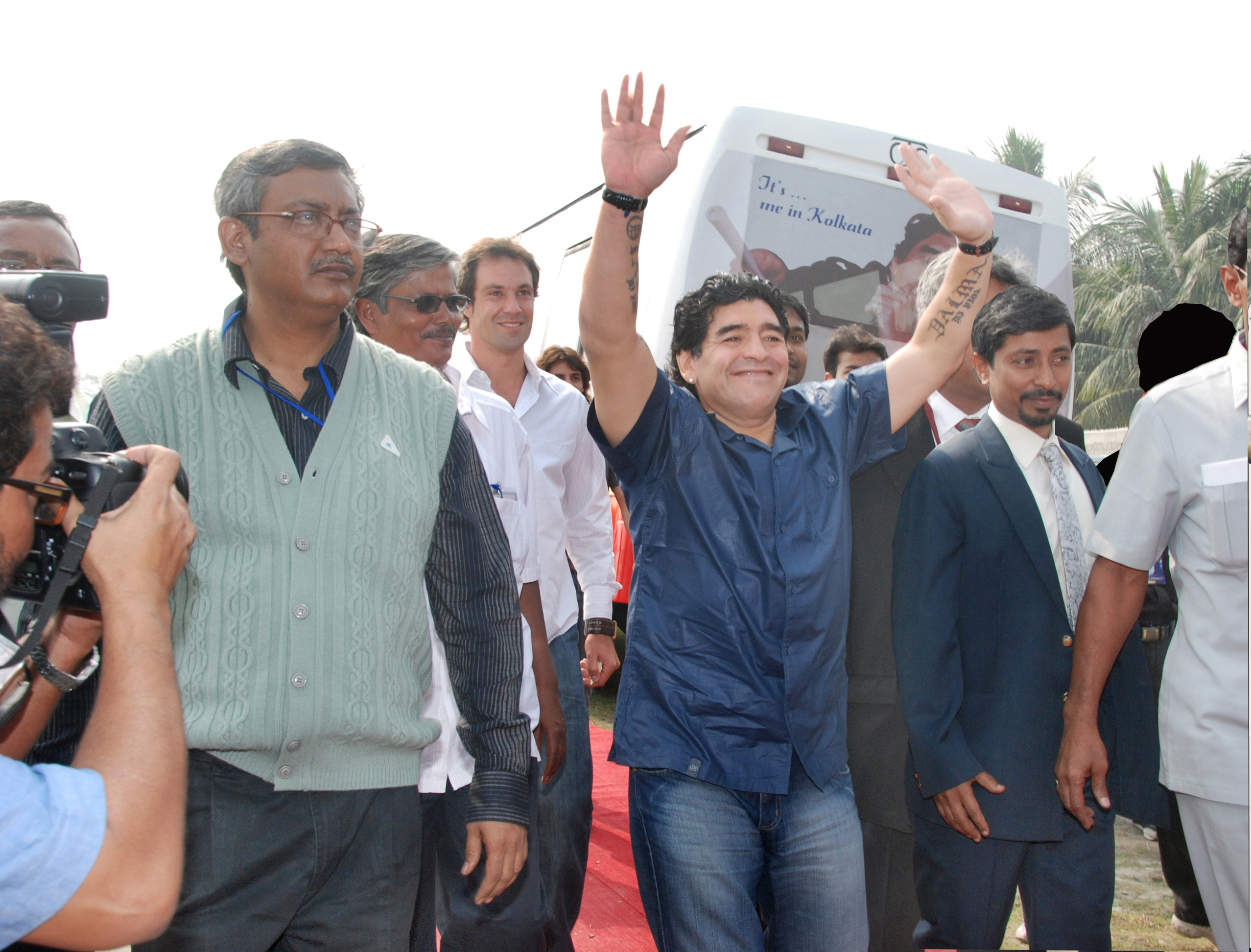
Maradona ở Kolkata, Ấn Độ, vào tháng 12 năm 2008. Maradona là người đặt nền móng cho một học viện bóng đá ở ngoại ô phía đông thành phố này, và được hơn 100.000 người hâm mộ chào đón ở sân vận động Salt Lake.

Vào ngày 22 tháng 6 năm 2005, có thông báo rằng Maradona sẽ trở lại câu lạc bộ cũ Boca Juniors với tư cách là phó chủ tịch thể thao phụ trách quản lý đội hình giải hạng Nhất (sau mùa giải 2004–05 đáng thất vọng, trùng với kỷ niệm một trăm năm của Boca). Hợp đồng của anh ấy bắt đầu từ ngày 1 tháng 8 năm 2005, và một trong những khuyến nghị đầu tiên của Maradona tỏ ra rất hiệu quả khi khuyên câu lạc bộ thuê Alfio Basile làm huấn luyện viên mới. Với việc Maradona nuôi dưỡng mối quan hệ thân thiết với các cầu thủ, Boca đã giành Apertura 2005, Clausura 2006, Copa Sudamericana 2005 và Recopa Sudamericana 2005.
Vào ngày 15 tháng 8 năm 2005, Maradona xuất hiện lần đầu tiên với tư cách là người dẫn chương trình tạp kỹ trên kênh truyền hình Argentina, La Noche del 10 ("Đêm của số 10"). Khách mời chính của Maradona trong đêm khai mạc là Pelé; hai người trò chuyện thân mật, không có dấu hiệu nào của mâu thuẫn trong quá khứ. Tuy nhiên, chương trình cũng bao gồm một nhân vật phản diện hoạt hình có hình thể rõ ràng giống với Pelé. Trong các buổi tối tiếp theo, anh ấy dẫn đầu bảng xếp hạng trong tất cả các trường hợp, trừ một lần. Hầu hết các khách mời đến từ thế giới bóng đá và kinh doanh biểu diễn, bao gồm Ronaldo và Zinedine Zidane, nhưng cũng bao gồm các cuộc phỏng vấn với những người bạn và nhân vật đáng chú ý khác như nhà lãnh đạo Cuba Fidel Castro, các võ sĩ quyền anh Roberto Durán và Mike Tyson. Maradona đã tặng cho mỗi vị khách của mình một chiếc áo đấu có chữ ký của Argentina mà Tyson đã mặc khi đến Brazil, đối thủ lớn nhất của Argentina. Tuy nhiên, vào tháng 11 năm 2005, Maradona từ chối lời đề nghị làm việc với đội tuyển bóng đá quốc gia Argentina.
Vào tháng 5 năm 2006, Maradona đồng ý tham gia vào chương trình Soccer Aid của Vương quốc Anh (một chương trình quyên góp tiền cho UNICEF). Vào tháng 9 năm 2006, Maradona, trong chiếc áo số 10 trắng xanh nổi tiếng của mình, là đội trưởng của Argentina trong giải bóng đá trong nhà World Cup kéo dài 3 ngày ở Tây Ban Nha. Vào ngày 26 tháng 8 năm 2006, có thông báo rằng Maradona sẽ từ bỏ vị trí của mình trong câu lạc bộ Boca Juniors vì bất đồng với AFA, người đã chọn Alfio Basile làm huấn luyện viên mới của đội tuyển quốc gia Argentina. Năm 2008, nhà làm phim người Serbia Emir Kusturica đã thực hiện Maradona, một bộ phim tài liệu về cuộc đời Maradona.
Vào ngày 1 tháng 9 năm 2014, Maradona, cùng với nhiều ngôi sao bóng đá hiện tại và trước đây, tham gia "Trận đấu vì hòa bình", được tổ chức tại Stadio Olimpico ở Rome, với số tiền thu được sẽ được quyên góp hoàn toàn cho tổ chức từ thiện. Maradona đã kiến tạo cho Roberto Baggio ghi bàn trong hiệp một của trận đấu, với một pha đi bóng lắt léo qua hàng phòng ngự đối phương bằng chân trái. Điều bất thường là cả Baggio và Maradona đều mặc áo số 10 dù thi đấu cho cùng một đội. Vào ngày 17 tháng 8 năm 2015, Maradona đã đến thăm Ali Bin Nasser, trọng tài người Tunisia trong trận tứ kết Argentina - Anh tại World Cup 1986, nơi Maradona đã ghi Bàn tay của Chúa, và bày tỏ lòng biết ơn với Nasserr bằng cách tặng ông một chiếc áo đấu Argentina có chữ ký của ông.

## Sự nghiệp huấn luyện viên

### Huấn luyện câu lạc bộ

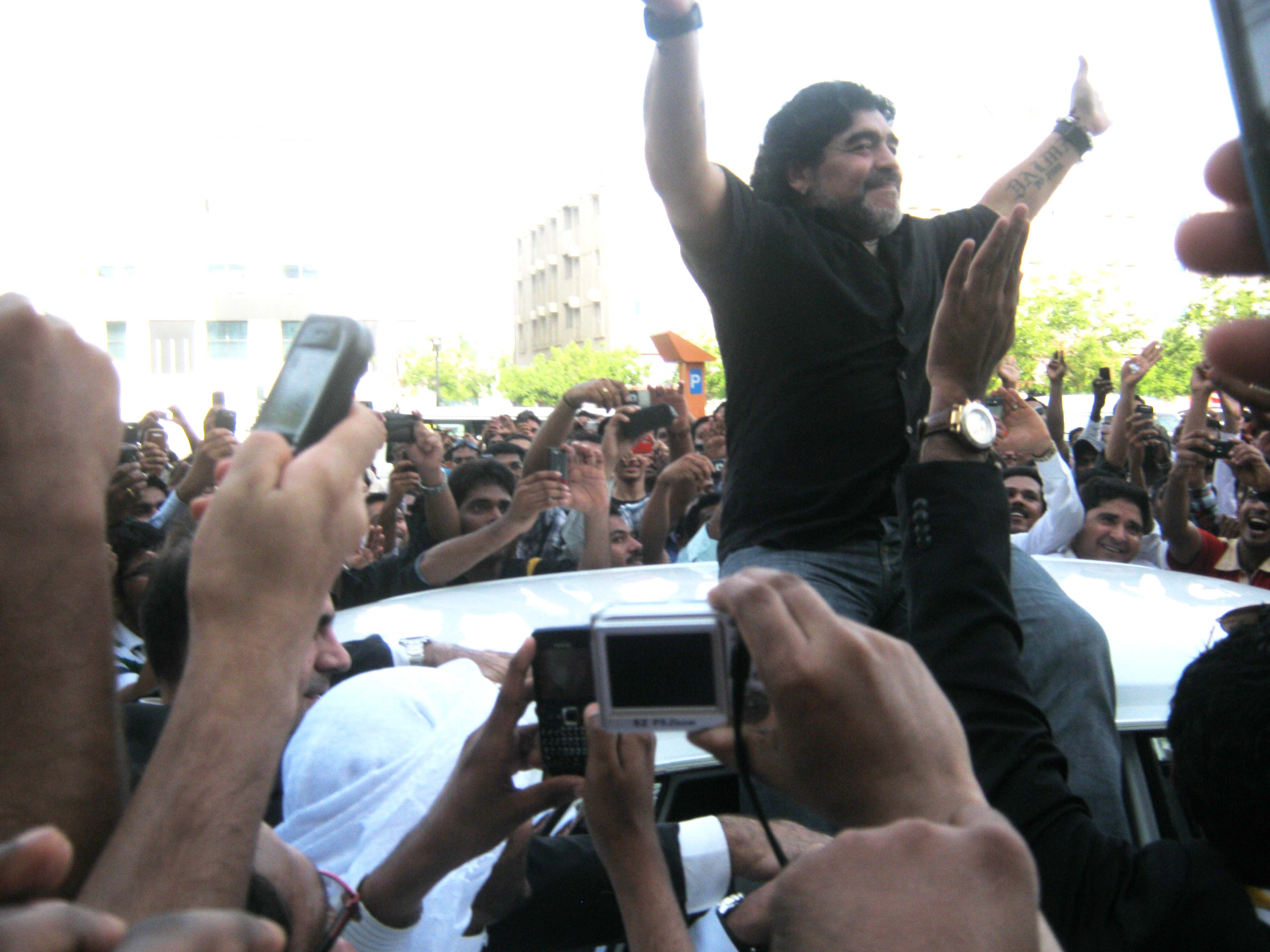
Maradona ở Al Karama, Các Tiểu vương quốc Ả Rập Thống nhất vào năm 2011 sau khi được bổ nhiệm làm quản lý của câu lạc bộ Al Wasl FC ở Dubai

Maradona bắt đầu sự nghiệp huấn luyện viên của mình cùng với đồng đội cũ ở Argentinos Juniors, Carlos Fren. Cặp đôi này đã dẫn dắt Mandiyú của Corrientes vào năm 1994 và Racing Club vào năm 1995, nhưng không mấy thành công. Vào tháng 5 năm 2011, anh trở thành huấn luyện viên của câu lạc bộ Dubai Al Wasl FC ở Các Tiểu vương quốc Ả Rập Thống nhất. Maradona bị sa thải vào ngày 10 tháng 7 năm 2012. Vào tháng 8 năm 2013, Maradona chuyển sang làm huấn luyện viên tâm thần cho câu lạc bộ Argentina Deportivo Riestra. Maradona đã rời bỏ vai trò này vào năm 2017 để trở thành huấn luyện viên trưởng của Fujairah, ở giải hạng hai UAE, trước khi rời đi vào cuối mùa giải khi câu lạc bộ không thể thăng hạng. Vào tháng 9 năm 2018, ông được bổ nhiệm làm huấn luyện viên của đội bóng hạng hai Mexico Dorados. Anh có trận ra mắt với Dorados vào ngày 17 tháng 9 năm 2018 với chiến thắng 4–1 trước Cafetaleros de Tapachula. Vào ngày 13 tháng 6 năm 2019, sau khi Dorados không giành được suất thăng hạng lên giải hàng đầu Mexico, luật sư của Maradona đã thông báo rằng ông sẽ từ bỏ cương vị này, với lý do sức khỏe.
Vào ngày 5 tháng 9 năm 2019, Maradona được tiết lộ với tư cách là huấn luyện viên trưởng mới của Gimnasia de La Plata, ký hợp đồng đến cuối mùa giải. Sau hai tháng phụ trách, Maradona rời câu lạc bộ vào ngày 19 tháng 11. Tuy nhiên, hai ngày sau, Maradona trở lại câu lạc bộ với tư cách là huấn luyện viên,  và nói rằng "cuối cùng chúng tôi đã đạt được sự thống nhất chính trị trong câu lạc bộ". Maradona khẳng định rằng Gabriel Pellegrino vẫn là Chủ tịch câu lạc bộ nếu ông ở lại với Gimnisia de La Plata. Tuy nhiên, vẫn chưa rõ liệu Pellegrino, người đã từ chối tái tranh cử, có ở lại làm Chủ tịch câu lạc bộ hay không. Ban đầu dự kiến được tổ chức vào ngày 23 tháng 11 năm 2019, cuộc bầu cử đã bị trì hoãn 15 ngày. Vào ngày 15 tháng 12 năm 2019, Pellegrino, người được Maradona khuyến khích tái tranh cử, đã được bầu lại với nhiệm kỳ ba năm. Mặc dù có thành tích không tốt trong mùa giải 2019–20, Gimnasia đã gia hạn hợp đồng với Maradona vào ngày 3 tháng 6 năm 2020 cho đến hết mùa giải 2020–21.

### Huấn luyện đội tuyển quốc gia
Sau khi huấn luyện viên đội tuyển quốc gia Argentina Alfio Basile từ chức vào năm 2008, Maradona ngay lập tức đề xuất ứng cử cho vị trí còn trống. Theo một số nguồn tin báo chí, những người thách thức anh ấy bao gồm Diego Simeone, Carlos Bianchi, Miguel Ángel Russo và Sergio Batista. Vào ngày 29 tháng 10 năm 2008, chủ tịch AFA Julio Grondona xác nhận rằng Maradona sẽ là huấn luyện viên trưởng của đội tuyển quốc gia Argentina. Vào ngày 19 tháng 11 năm 2008, Maradona đã dẫn dắt Argentina lần đầu tiên khi họ đấu với Scotland tại Hampden Park ở Glasgow, Argentina đã thắng 1-0.

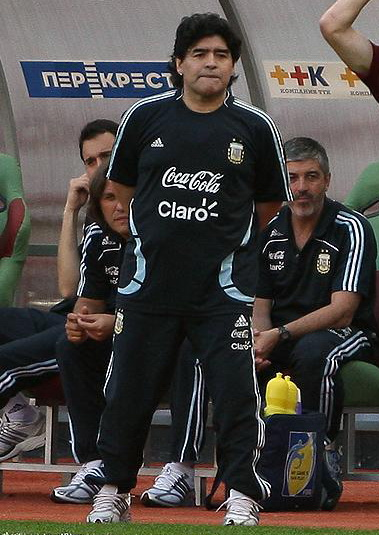
Maradona trong vai trò huấn luyện viên của Argentina năm 2009. Ông rời vị trí này sau FIFA World Cup 2010 tại Nam Phi.

Sau khi giành chiến thắng trong ba trận đầu tiên dẫn dắt đội tuyển quốc gia, đội tuyển Argentina do Maradona huấn luyện đã thất bại 6–1 trước Bolivia, cân bằng với kỷ lục thất bại tồi tệ nhất từ trước đến nay của đội tuyển. Với hai trận đấu còn lại ở vòng loại World Cup 2010, Argentina đứng ở vị trí thứ năm và đối mặt với khả năng không thể vượt qua vòng loại, nhưng chiến thắng trong hai trận đấu cuối cùng đảm bảo suất dự vòng chung kết. Sau khi Argentina đã có suất, Maradona đã sử dụng ngôn từ lăng mạ trong cuộc họp báo trực tiếp sau trận đấu. FIFA đã đáp trả bằng lệnh cấm Maradona hai tháng đối với tất cả các hoạt động bóng đá, hết hạn vào ngày 15 tháng 1 năm 2010 và phạt 25.000 CHF, kèm theo lời cảnh báo về hành vi trong tương lai. Trận giao hữu dự kiến diễn ra trên sân nhà với Cộng Hòa Séc vào ngày 15/12, trong thời gian bị cấm thi đấu, đã bị hủy bỏ. Trận đấu duy nhất mà Argentina thi đấu trong thời gian Maradona bị cấm là trận giao hữu trên sân khách với Catalonia, kết quả thua 4–2.
Tại vòng chung kết World Cup vào tháng 6 năm 2010, Argentina bắt đầu bằng chiến thắng 1–0 trước Nigeria, tiếp theo là chiến thắng 4–1 trước Hàn Quốc nhờ cú hat-trick của Gonzalo Higuaín. Ở trận đấu cuối cùng của vòng bảng, Argentina đã giành chiến thắng 2–0 trước Hy Lạp để giành vé đi tiếp và vào vòng hai, gặp Mexico. Tuy nhiên, sau khi đánh bại Mexico 3–1, Argentina đã bị Đức đè bẹp 4–0 trong trận tứ kết. Argentina đứng thứ 5 trong giải đấu. Sau thất bại trước Đức, Maradona thừa nhận rằng ông đang xem xét tương lai của mình với tư cách là huấn luyện viên đội tuyển Argentina, tuyên bố: "Tôi có thể ra đi vào ngày mai."  Vào ngày 15 tháng 7 năm 2010, AFA cho biết rằng Maradona sẽ được đề nghị một hợp đồng mới có thời hạn 4 năm và ông tiếp tục nắm quyền đến mùa hè năm 2014 khi Brazil đăng cai World Cup. Tuy nhiên, vào ngày 27 tháng 7, AFA thông báo rằng hội đồng quản trị của họ đã nhất trí quyết định không gia hạn hợp đồng với Maradona, khác với đội trưởng vô địch World Cup 1978 và đồng đội năm 1986, Daniel Passarella. Sau đó, vào ngày 29 tháng 7, Maradona tuyên bố rằng chủ tịch AFA Julio Grondona và giám đốc các đội tuyển quốc gia (cũng như cựu huấn luyện viên đội tuyển quốc gia Argentina và Sevilla) Carlos Bilardo đã "nói dối", "phản bội" và sa thải ông khỏi ban huấn luyện. Ông nói, "Họ muốn tôi tiếp tục, nhưng họ muốn loại bảy nhân viên của tôi ra khỏi ban huấn luyện, nếu người ta đã nói với tôi như vậy, có nghĩa là họ không muốn tôi tiếp tục làm việc." 

## Đời tư

### Gia đình

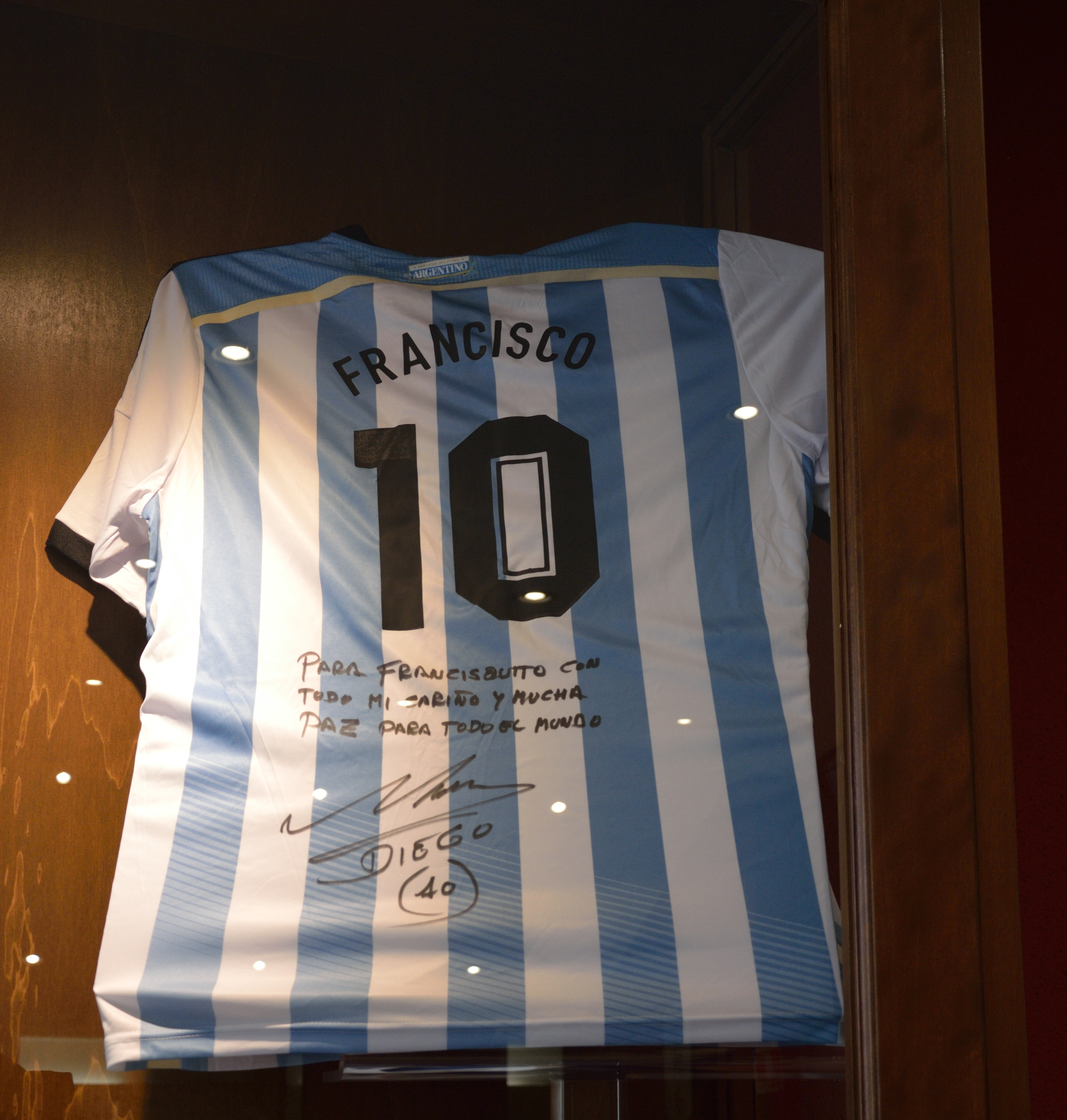
Sau khi trở lại với đức tin Công giáo, Maradona đã tặng một chiếc áo đấu Argentina có chữ ký của mình cho Giáo hoàng Francis và nó được lưu giữ tại một trong những Bảo tàng Vatican.

Sinh ra trong một gia đình Công giáo La Mã, cha mẹ của ông là Diego Maradona Senior và Dalma Salvadora Franco. Maradona kết hôn với vị hôn thê lâu năm Claudia Villafañe vào ngày 7 tháng 11 năm 1984 tại Buenos Aires, và họ có hai con gái, Dalma Nerea sinh ngày (2 tháng 4 năm 1987) và Gianinna Dinorah sinh ngày (16 tháng 5 năm 1989), người mà cho Maradona lên chức ông ngoại vào năm 2009.
Maradona và Villafañe ly hôn năm 2004. Con gái Dalma kể từ đó đã khẳng định rằng ly hôn là giải pháp tốt nhất cho hai người, vì cha mẹ cô vẫn giữ mối quan hệ thân thiện. Họ đã cùng nhau đến Napoli để thăm lại chốn cũ vào tháng 6 năm 2005 và được nhìn thấy cùng nhau trong những dịp khác, bao gồm cả các trận đấu của Argentina trong World Cup 2006.
Trong quá trình ly hôn, Maradona thừa nhận anh là cha của Diego Sinagra (sinh ra ở Naples ngày 20 tháng 9 năm 1986). Tòa án Ý đã ra phán quyết như vậy vào năm 1993, sau khi Maradona từ chối kiểm tra DNA để chứng minh hoặc bác bỏ quan hệ cha con của mình. Diego Junior gặp Maradona lần đầu tiên vào tháng 5 năm 2003 sau khi dùng mẹo vào một sân gôn ở Ý nơi Maradona đang chơi. Sinagra hiện là một cầu thủ bóng đá đang chơi bóng ở Ý. Sau khi ly hôn, Claudia bắt tay vào sự nghiệp của một nhà sản xuất sân khấu, và Dalma đang tìm kiếm sự nghiệp diễn xuất; cô đã bày tỏ mong muốn được tham dự Xưởng phim của Diễn viên ở Los Angeles.
Mối quan hệ của Maradona với gia đình ruột thịt của anh ấy là một mối quan hệ thân thiết, và trong một cuộc phỏng vấn năm 1990 với Sports Illustrated, Maradona đã cho thấy hóa đơn điện thoại mà ông đã chi tối thiểu 15.000 đô la Mỹ mỗi tháng để gọi cho bố mẹ và anh chị em của mình. Mẹ của Maradona, bà Dalma, qua đời vào ngày 19 tháng 11 năm 2011. Anh ấy đang ở Dubai vào thời điểm đó, và cố gắng bay ngược lại để gặp mẹ, nhưng đã quá muộn. Bà chết khi 81 tuổi. Cha của anh, "Don" Diego, qua đời vào ngày 25 tháng 6 năm 2015 ở tuổi 87.
Cháu trai của Maradona là Hernán López là một cầu thủ bóng đá chuyên nghiệp.

### Sử dụng ma túy và các vấn đề về sức khỏe

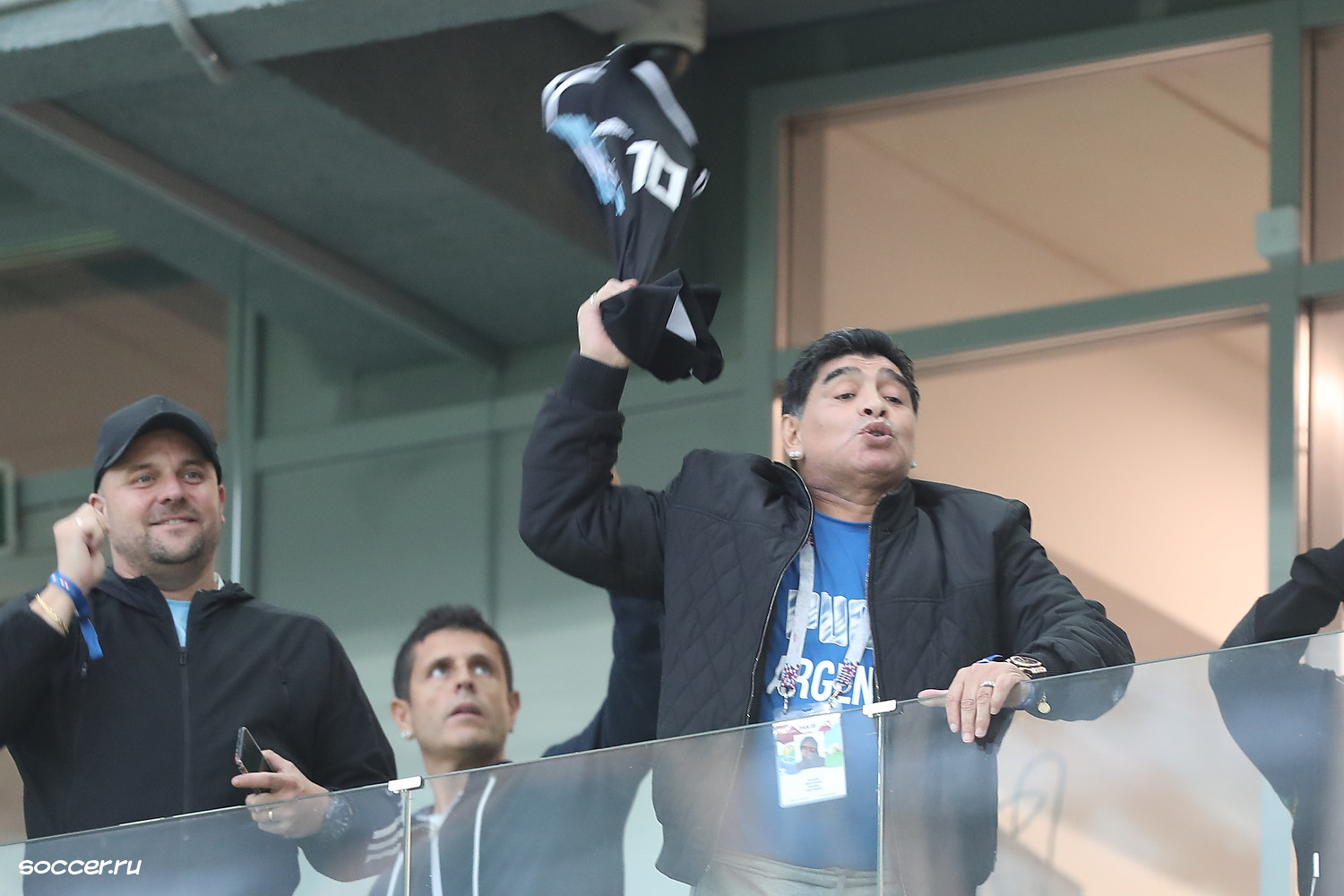
Maradona tại FIFA World Cup 2018 ở Nga, nơi ông được các nhân viên y tế điều trị sau khi đổ gục sau chiến thắng của Argentina trước Nigeria.

Từ giữa những năm 1980 cho đến năm 2004, Maradona nghiện cocaine. Ông bị cáo buộc bắt đầu sử dụng ma túy ở Barcelona vào năm 1983. Thời còn chơi cho Napoli, chứng nghiện ngập của Maradona đạt đỉnh, bắt đầu cản trở khả năng chơi bóng của ông. Giữa cuộc khủng hoảng ma túy vào năm 1991, Maradona được các nhà báo hỏi liệu bài hát nổi tiếng Mi enfermedad (nghĩa đen: Bệnh của tôi) có phải được dành riêng cho ông.
Maradona có xu hướng tăng cân và ngày càng bị béo phì, có thời điểm nặng 280 lb (130 kg). Ông bị béo phì từ khi kết thúc sự nghiệp thi đấu cho đến khi trải qua ca phẫu thuật cắt bỏ dạ dày tại một phòng khám ở Cartagena de Indias, Colombia, vào ngày 6 tháng 3 năm 2005. Bác sĩ phẫu thuật của anh ấy nói rằng Maradona sẽ theo một chế độ ăn uống chất lỏng trong ba tháng để có thể trở lại cân nặng bình thường. Khi Maradona tiếp tục xuất hiện trước công chúng ngay sau đó, ông đã có một thân hình gầy hơn đáng kể.
Vào ngày 29 tháng 3 năm 2007, Maradona được chuyển đến một bệnh viện ở Buenos Aires. Ông đã được điều trị viêm gan và ảnh hưởng của việc lạm dụng rượu và được ra viện vào ngày 11 tháng 4, nhưng hai ngày sau lại phải nhập viện trở lại. Những ngày sau đó, liên tục có tin đồn về sức khỏe của ông, trong đó có ba lần tuyên bố sai về cái chết của ông trong vòng một tháng. Sau khi chuyển đến một phòng khám tâm thần chuyên về các vấn đề liên quan đến rượu, Maradona đã được xuất viện vào ngày 7/5. Vào ngày 8 tháng 5 năm 2007, Maradona xuất hiện trên truyền hình Argentina và tuyên bố rằng anh đã bỏ rượu và không sử dụng ma túy trong hai năm rưỡi. Trong trận đấu World Cup 2018 giữa Argentina và Nigeria, hình ảnh Maradona đã được chiếu trên camera truyền hình cho thấy những hành vi cực kỳ thất thường, với rất nhiều cặn trắng có thể nhìn thấy trên kính trước ghế ngồi trên khán đài. Các vết ố có thể là dấu vân tay, và sau đó anh ta đổ lỗi cho hành vi của mình là do uống nhiều rượu vang. Vào tháng 1 năm 2019, Maradona đã trải qua cuộc phẫu thuật sau khi bị thoát vị gây chảy máu trong dạ dày.

### Quan điểm chính trị

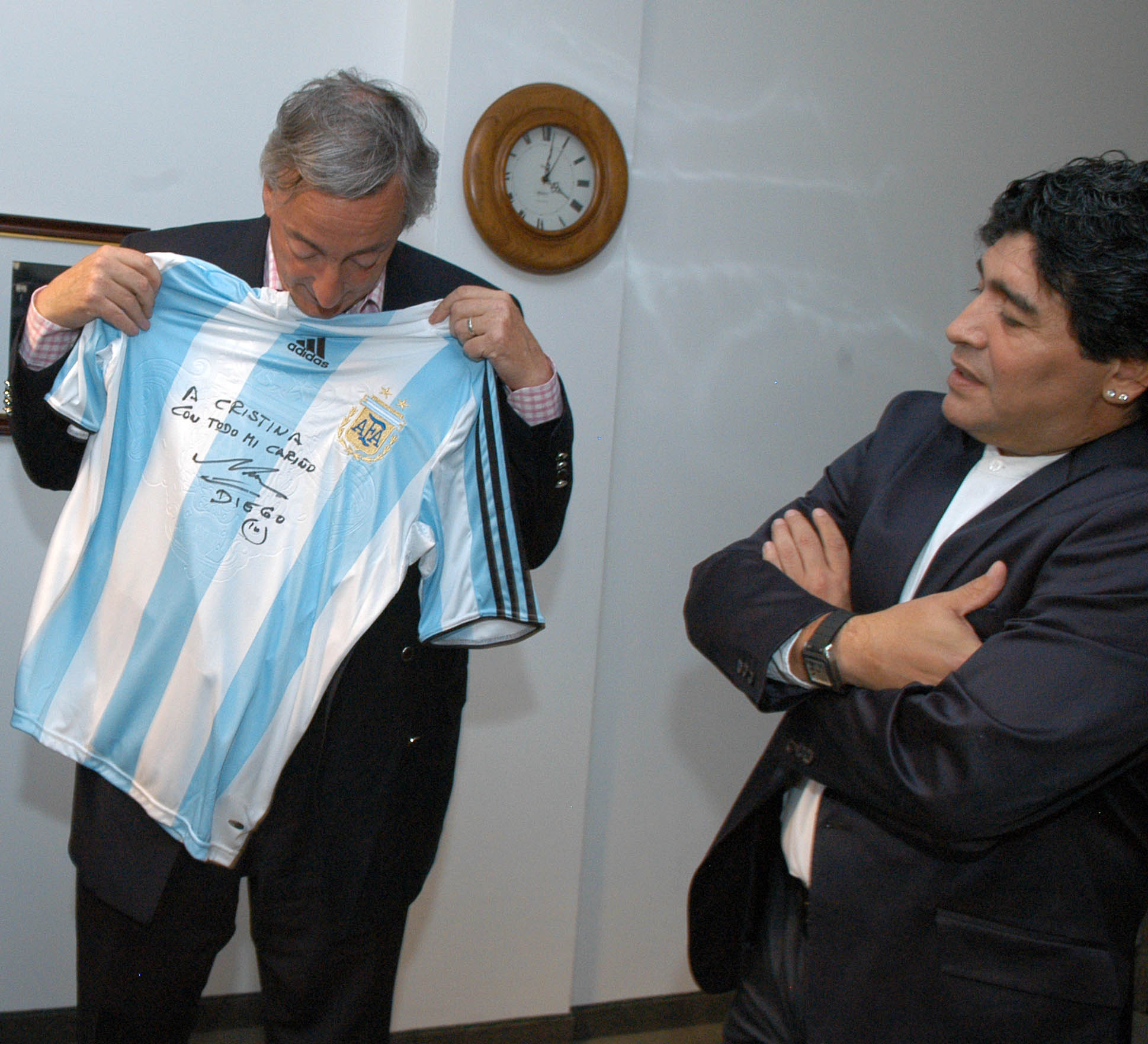
Maradona trao chiếc áo có chữ ký cho cựu Tổng thống Argentina Néstor Kirchner vào tháng 12 năm 2007

Trước đây Maradona đã lên tiếng ủng hộ Tổng thống Argentina theo chủ nghĩa tân tự do Carlos Menem và nhà kinh tế học Domingo Cavallo của Đại học Harvard, nên Maradona tỏ ra đồng cảm với các hệ tư tưởng cánh tả. Ông ủng hộ việc thành lập một nhà nước Palestine độc lập và lên án Israel tấn công quân sự vào Gaza trong cuộc xung đột Israel-2014 Gaza, nói: 'Những gì Israel đang làm để người Palestine là đáng xấu hổ'  Ông kết thân với lãnh tụ Cuba Fidel Castro khi được điều trị trên đảo này, Castro nói: "Diego là một người bạn tuyệt vời và cũng rất cao quý. Không nghi ngờ gì nữa, anh ấy là một vận động viên tuyệt vời và đã duy trì một tình bạn với Cuba không vì lợi ích vật chất của riêng mình. "  Maradona có một bức chân dung của Castro được xăm ở chân trái và một trong những người bạn chí cốt của Fidel, người đồng hương Argentina Che Guevara trên cánh tay phải. Trong cuốn tự truyện của mình, El Diego, ông đã dành tặng cuốn sách cho nhiều người, bao gồm cả Castro. Ông viết, "Gửi Fidel Castro và thông qua ông, gửi toàn thể nhân dân Cuba." 

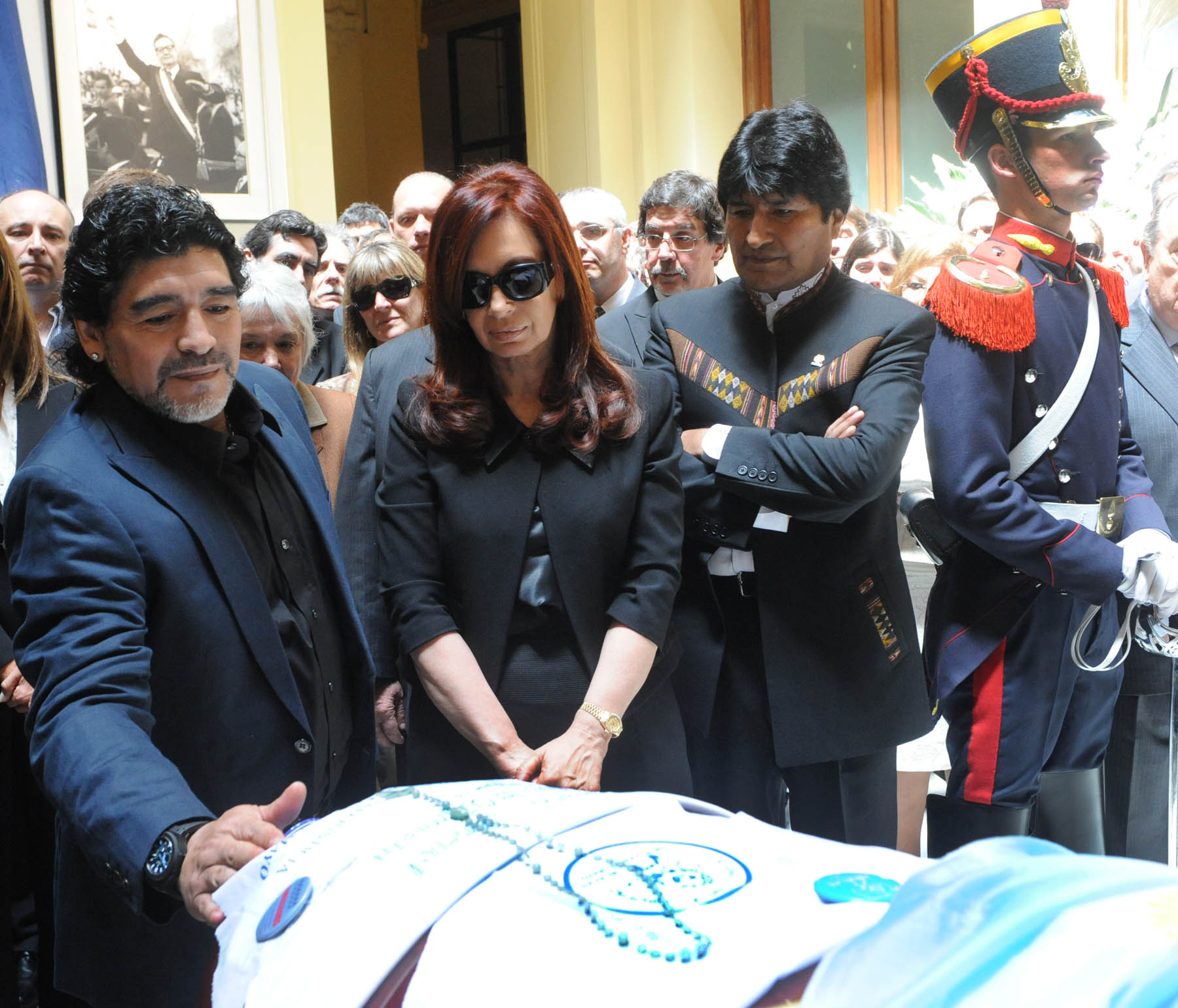
Maradona và tổng thống khi đó là Cristina Fernández de Kirchner và Evo Morales, trong lễ tang của cựu Tổng thống Argentina Néstor Kirchner, ngày 28 tháng 10 năm 2010

Maradona lên tiếng ủng hộ tổng thống bị lật đổ của Bolivia, Evo Morales  và cũng là người ủng hộ cựu Tổng thống Venezuela Hugo Chávez. Năm 2005, ông đến Venezuela để gặp Chávez, người đã tiếp ông tại Cung điện Miraflores. Sau cuộc gặp, Maradona nói rằng ông đã đến để gặp một "người đàn ông vĩ đại" (un grande, cũng có thể có nghĩa là "một người đàn ông lớn", trong tiếng Tây Ban Nha), nhưng thay vào đó đã gặp một người đàn ông khổng lồ (un gigante). Maradona cũng tuyên bố, "Tôi tin vào Chávez, tôi là một Chavista. Tất cả những gì Fidel làm, tất cả những gì Chávez làm, đối với tôi là tốt nhất. "  Maradona là khách mời danh dự của Chávez tại trận khai mạc Copa América 2007 được tổ chức tại Venezuela.
Năm 2004, Maradona tham gia một cuộc biểu tình phản đối cuộc chiến do Mỹ dẫn dắt ở Iraq. Maradona tuyên bố phản đối cái mà ông xác định là chủ nghĩa đế quốc, đặc biệt trong Hội nghị thượng đỉnh châu Mỹ năm 2005 ở Mar del Plata, Argentina. Ở đó, ông phản đối sự hiện diện của George W. Bush ở Argentina, mặc một chiếc áo phông có nhãn "STOP BUSH "(với chữ" s "trong" Bush "được thay thế bằng chữ vạn) và gọi Bush là" rác của loài người ". Vào tháng 8 năm 2007, Maradona đã tiến xa hơn, xuất hiện trên chương trình truyền hình hàng tuần Alo Presidente của Chávez và nói, "Tôi ghét tất cả những gì đến từ Hoa Kỳ. Tôi ghét nó với tất cả sức mạnh của mình. "  Tuy nhiên, đến tháng 12 năm 2008, Maradona đã có thái độ thân Mỹ hơn và bày tỏ sự ngưỡng mộ đối với người kế nhiệm Bush, Tổng thống đắc cử lúc đó là Barack Obama, người mà ông rất kỳ vọng.
Lớn lên ở một thị trấn tồi tàn nghèo khó, Maradona đã nuôi dưỡng một nhân cách con người của quần chúng. Trong cuộc gặp với Giáo hoàng John Paul II tại Vatican năm 1987, hai người đã xung đột về vấn đề chênh lệch giàu nghèo, Maradona nói rằng, "Tôi đã tranh luận với ông ấy bởi vì tôi ở Vatican và tôi đã nhìn thấy tất cả những trần nhà bằng vàng này và sau đó tôi nghe thấy Giáo hoàng nói rằng Giáo hội lo lắng về phúc lợi của trẻ em nghèo. Hãy bán trần nhà của bạn và làm cái gì đó đi! "  Vào tháng 9 năm 2014, Maradona đã gặp Giáo hoàng Phanxicô tại Rôma, ghi công Đức Phanxicô đã truyền cảm hứng cho ông trở lại tôn giáo sau nhiều năm xa cách; ông tuyên bố, "Tất cả chúng ta nên noi gương Đức Thánh Cha Phanxicô. Nếu mỗi người chúng ta cho người khác một thứ gì đó, thì không ai trên thế giới này sẽ chết đói nữa." 
Vào tháng 12 năm 2007, Maradona đã tặng một chiếc áo có chữ ký với thông điệp ủng hộ người dân Iran: nó được trưng bày trong bảo tàng của Bộ Ngoại giao Iran. Vào tháng 4 năm 2013, Maradona đã đến thăm lăng mộ của Hugo Chávez và kêu gọi người dân Venezuela bầu chọn người kế nhiệm được chỉ định của nhà lãnh đạo quá cố, Nicolás Maduro, để tiếp tục di sản của nhà lãnh đạo xã hội chủ nghĩa; "Hãy tiếp tục cuộc đấu tranh," Maradona nói trên truyền hình. Maradona đã tham dự cuộc biểu tình cuối cùng của chiến dịch tranh cử của Maduro ở Caracas, ký hợp đồng với bóng đá và đá chúng trước đám đông, và tặng Maduro một chiếc áo đấu của Argentina. Sau khi đến thăm lăng mộ của Chávez cùng với Maradona, Maduro nói, "Nói chuyện với Diego rất xúc động vì comandante Chávez cũng rất yêu thích anh ấy."  Maradona đã tham gia và khiêu vũ tại cuộc mít tinh vận động bầu cử trong cuộc bầu cử tổng thống năm 2018 ở Venezuela. Trong cuộc khủng hoảng tổng thống ở Venezuela năm 2019, Liên đoàn bóng đá Mexico đã phạt Maradona vì vi phạm quy tắc đạo đức của họ khi dành chiến thắng của đội bóng cho Nicolás Maduro.

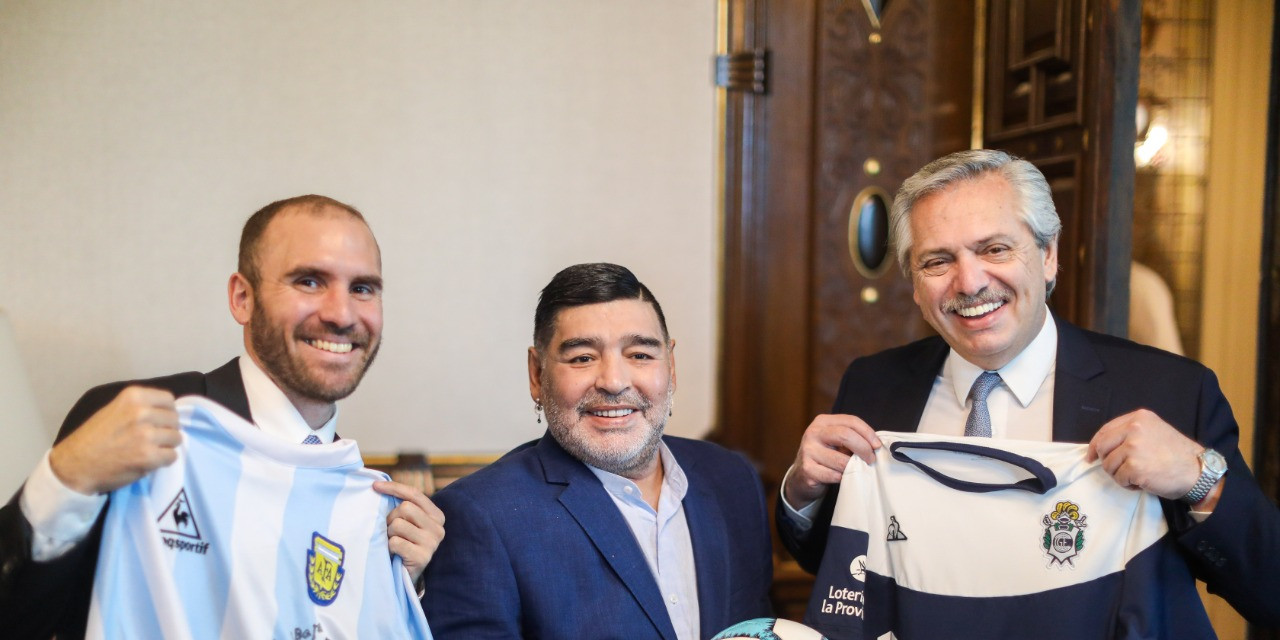
Maradona đến thăm tân tổng thống của Argentina, Alberto Fernández (phải) vào ngày 26 tháng 12 năm 2019

Trong cuốn tự truyện năm 2006 Yo Soy El Diego Maradona đã liên hệ bàn thắng "Bàn tay của Chúa" vào lưới đội Anh tại World Cup 1986 với Chiến tranh Falkland: "Mặc dù trước trận đấu chúng tôi đã nói rằng bóng đá không liên quan gì đến Chiến tranh Malvinas [Falklands], chúng tôi biết họ đã giết rất nhiều trai trẻ Argentina ở đó, giết họ như những con chim nhỏ. Và đây chính là sự trả thù. "  Vào tháng 10 năm 2015, Maradona cảm ơn Nữ hoàng Elizabeth II và Nhà Quốc hội ở London vì đã cho ông cơ hội cung cấp "công lý thực sự" với tư cách là người đứng đầu một tổ chức được thiết kế để giúp đỡ trẻ nhỏ. Trong một video được phát hành trên trang Facebook chính thức của mình, Maradona xác nhận rằng ông sẽ chấp nhận đề cử của họ để trở thành giám đốc khu vực Mỹ Latinh cho tổ chức phi chính phủ Football for Unity.

### Các vấn đề tài chính
Vào tháng 3 năm 2009, các quan chức Ý thông báo rằng Maradona vẫn nợ chính phủ Ý 37 triệu €  tiền thuế địa phương, 23,5 triệu € trong số đó là lãi phát sinh trên khoản nợ ban đầu. Họ báo cáo rằng vào thời điểm đó, Maradona chỉ trả 42.000 euro, hai chiếc đồng hồ sang trọng và một bộ hoa tai.

## Qua đời và tang lễ
Ngày 2 tháng 11 năm 2020, Maradona nhập viện ở La Plata, được cho là vì lý do tâm lý. Đại diện của cựu cầu thủ cho biết tình trạng của ông không nghiêm trọng. Một ngày sau, ông được phẫu thuật não khẩn cấp để điều trị tụ máu dưới màng cứng. Maradona được ra viện vào ngày 12 tháng 11 sau khi phẫu thuật thành công và được các bác sĩ giám sát như một bệnh nhân ngoại trú. Vào ngày 25 tháng 11 năm 2020, Maradona qua đời vì một cơn đau tim tại nhà riêng ở Tigre, Buenos Aires, Argentina, không lâu sau sinh nhật lần thứ 60. Trong một tuyên bố trên mạng xã hội, Liên đoàn bóng đá Argentina bày tỏ "nỗi buồn sâu sắc nhất đối với cái chết của huyền thoại của chúng tôi", đồng thời nói thêm: "Ông sẽ luôn ở trong trái tim chúng tôi."  Tổng thống Alberto Fernández đã công bố ba ngày quốc tang. UEFA thông báo rằng mọi trận đấu ở Champions League và Europa League sẽ diễn ra với một phút tưởng nhớ Maradona trước khi thi đấu.
Chính quyền thành phố Napoli cũng thông báo kế hoạch đổi tên sân vận động San Paolo thành sân vận động Diego Maradona để tưởng nhớ Maradona.
Sau tang lễ của Maradona, Liên đoàn bóng đá Argentina cũng quyết định đổi tên Cup Liên đoàn Chuyên nghiệp Argentina thành Cup Diego Armando Maradona.

## Nghi vấn về cái chết
Ngày 22/6/2022, tám bác sỹ có trách nhiệm chăm sóc cho Maradona đã bị tòa án Argentina đưa ra phán xử về tội mưu sát danh thủ này, họ bị cáo buộc về hành vi tắc trách trong đạo đức nghề nghiệp, thiếu thận trọng và lơ là chểnh mảng trong công vụ, cụ thể họ đã cố tình để cho huyền thoại bóng đá này suốt 12 tiếng trong tình trạng đau đớn vật vã mà thiếu sự hỗ trợ của vật tư y tế.

## Thống kê

### Sự nghiệp cầu thủ

#### Câu lạc bộ
| Câu lạc bộ          | Mùa giải            | Vô địch quốc gia    | Vô địch quốc gia | Vô địch quốc gia | Cúp quốc gia | Cúp quốc gia | Cúp châu lục | Cúp châu lục | Khác    | Khác   | Tổng cộng | Tổng cộng |
| Câu lạc bộ          | Mùa giải            | Hạng đấu            | Số trận          | Số bàn           | Số trận      | Số bàn       | Số trận      | Số bàn       | Số trận | Số bàn | Số trận   | Số bàn    |
| ------------------- | ------------------- | ------------------- | ---------------- | ---------------- | ------------ | ------------ | ------------ | ------------ | ------- | ------ | --------- | --------- |
| Argentinos Juniors  | 1976                | Primera División    | 11               | 2                | –            | –            | –            | –            | –       | –      | 11        | 2         |
| Argentinos Juniors  | 1977                | Primera División    | 49               | 19               | –            | –            | –            | –            | –       | –      | 49        | 19        |
| Argentinos Juniors  | 1978                | Primera División    | 35               | 26               | –            | –            | –            | –            | –       | –      | 35        | 26        |
| Argentinos Juniors  | 1979                | Primera División    | 26               | 26               | –            | –            | –            | –            | –       | –      | 26        | 26        |
| Argentinos Juniors  | 1980                | Primera División    | 45               | 43               | –            | –            | –            | –            | –       | –      | 45        | 43        |
| Argentinos Juniors  | Tổng cộng           | Tổng cộng           | 166              | 116              | –            | –            | –            | –            | –       | –      | 166       | 116       |
| Boca Juniors        | 1981                | Primera División    | 40               | 28               | –            | –            | –            | –            | –       | –      | 40        | 28        |
| Barcelona           | 1982–83             | La Liga             | 20               | 11               | 5            | 3            | 4            | 5            | 6       | 4      | 35        | 23        |
| Barcelona           | 1983–84             | La Liga             | 16               | 11               | 4            | 1            | 3            | 3            | –       | –      | 23        | 15        |
| Barcelona           | Tổng cộng           | Tổng cộng           | 36               | 22               | 9            | 4            | 7            | 8            | 6       | 4      | 58        | 38        |
| Napoli              | 1984–85             | Serie A             | 30               | 14               | 6            | 3            | –            | –            | –       | –      | 36        | 17        |
| Napoli              | 1985–86             | Serie A             | 29               | 11               | 2            | 2            | –            | –            | –       | –      | 31        | 13        |
| Napoli              | 1986–87             | Serie A             | 29               | 10               | 10           | 7            | 2            | 0            | –       | –      | 41        | 17        |
| Napoli              | 1987–88             | Serie A             | 28               | 15               | 9            | 6            | 2            | 0            | –       | –      | 39        | 21        |
| Napoli              | 1988–89             | Serie A             | 26               | 9                | 12           | 7            | 12           | 3            | –       | –      | 50        | 19        |
| Napoli              | 1989–90             | Serie A             | 28               | 16               | 3            | 2            | 5            | 0            | –       | –      | 36        | 18        |
| Napoli              | 1990–91             | Serie A             | 18               | 6                | 3            | 2            | 4            | 2            | 1       | 0      | 26        | 10        |
| Napoli              | Tổng cộng           | Tổng cộng           | 188              | 81               | 45           | 29           | 25           | 5            | 1       | 0      | 259       | 115       |
| Sevilla             | 1992–93             | La Liga             | 26               | 5                | 3            | 3            | –            | –            | –       | –      | 29        | 8         |
| Newell's Old Boys   | 1993–94             | Primera División    | 5                | 0                | –            | –            | –            | –            | –       | –      | 5         | 0         |
| Boca Juniors        | 1995–96             | Primera División    | 24               | 5                | –            | –            | –            | –            | –       | –      | 24        | 5         |
| Boca Juniors        | 1996–97             | Primera División    | 1                | 0                | –            | –            | –            | –            | 1       | 0      | 2         | 0         |
| Boca Juniors        | 1997–98             | Primera División    | 5                | 2                | –            | –            | –            | –            | –       | –      | 5         | 2         |
| Boca Juniors        | Tổng cộng           | Tổng cộng           | 70               | 35               | –            | –            | –            | –            | 1       | 0      | 71        | 35        |
| Tổng cộng sự nghiệp | Tổng cộng sự nghiệp | Tổng cộng sự nghiệp | 491              | 259              | 57           | 36           | 32           | 13           | 8       | 4      | 588       | 312       |

Ghi chú
1. ↑  Ra sân tại Cúp Nhà vua Tây Ban Nha 1982–83
2. ↑  Ra sân tại C2 châu Âu 1982–83
3. ↑  Ra sân tại Cúp Liên đoàn Tây Ban Nha 1983
4. ↑  Ra sân tại Cúp Nhà vua Tây Ban Nha 1983–84
5. ↑  Ra sân tại Cúp C2 châu Âu 1983–84
6. ↑  Ra sân tại Cúp bóng đá Ý 1984–85
7. ↑  Ra sân tại Cúp bóng đá Ý 1985–86
8. ↑  Ra sân tại Cúp bóng đá Ý 1986–87
9. ↑  Ra sân tại Cúp C3 châu Âu 1986–87
10. ↑  Ra sân tại Cúp bóng đá Ý 1987–88
11. ↑  Ra sân tại Cúp C1 châu Âu 1987–88
12. ↑  Ra sân tại Cúp bóng đá Ý 1988–89
13. ↑  Ra sân tại Cúp C3 châu Âu 1988–89
14. ↑  Ra sân tại Cúp bóng đá Ý 1989–90
15. ↑  Ra sân tại Cúp C3 châu Âu 1989–90
16. ↑  Ra sân tại Cúp bóng đá Ý 1990–91
17. ↑  Ra sân tại Cúp C1 châu Âu 1990–91
18. ↑  Ra sân tại Siêu cúp bóng đá Ý 1990
19. ↑  Ra sân tại Cúp Nhà vua Tây Ban Nha 1992–93
20. ↑  Ra sân tại Siêu cúp Nam Mỹ 1997

#### Quốc tế
| Đội tuyển quốc gia  | Năm                 | Chính thức | Chính thức | Giao hữu | Giao hữu | Tỏng cộng | Tỏng cộng |
| Đội tuyển quốc gia  | Năm                 | Số trận    | Số bàn     | Số trận  | Số bàn   | Số trận   | Số bàn    |
| ------------------- | ------------------- | ---------- | ---------- | -------- | -------- | --------- | --------- |
| U-20 Argentina      | 1977                | 3          | 0          | –        | –        | 3         | 0         |
| U-20 Argentina      | 1978                | –          | –          | –        | –        | –         | –         |
| U-20 Argentina      | 1979                | 11         | 7          | 1        | 1        | 12        | 8         |
| U-20 Argentina      | Tổng cộng           | 14         | 7          | 1        | 1        | 15        | 8         |
| Argentina           | 1977                | –          | –          | 3        | 0        | 3         | 0         |
| Argentina           | 1978                | –          | –          | 1        | 0        | 1         | 0         |
| Argentina           | 1979                | 2          | 1          | 6        | 2        | 8         | 3         |
| Argentina           | 1980                | –          | –          | 10       | 7        | 10        | 7         |
| Argentina           | 1981                | 2          | 1          | –        | –        | 2         | 1         |
| Argentina           | 1982                | 5          | 2          | 5        | 0        | 10        | 2         |
| Argentina           | 1983                | –          | –          | –        | –        | –         | –         |
| Argentina           | 1984                | –          | –          | –        | –        | –         | –         |
| Argentina           | 1985                | 6          | 3          | 4        | 3        | 10        | 6         |
| Argentina           | 1986                | 7          | 5          | 3        | 2        | 10        | 7         |
| Argentina           | 1987                | 4          | 3          | 2        | 1        | 6         | 4         |
| Argentina           | 1988                | 2          | 1          | 1        | 0        | 3         | 1         |
| Argentina           | 1989                | 6          | 0          | 1        | 0        | 7         | 0         |
| Argentina           | 1990                | 7          | 0          | 3        | 1        | 10        | 1         |
| Argentina           | 1991                | –          | –          | –        | –        | –         | –         |
| Argentina           | 1992                | –          | –          | –        | –        | –         | –         |
| Argentina           | 1993                | 3          | 0          | 1        | 0        | 4         | 0         |
| Argentina           | 1994                | 2          | 1          | 5        | 1        | 7         | 2         |
| Argentina           | Tổng cộng           | 46         | 17         | 45       | 17       | 91        | 34        |
| Tổng cộng sự nghiệp | Tổng cộng sự nghiệp | 60         | 24         | 46       | 18       | 106       | 42        |

Ghi chú
1. ↑  Ra sân tại Giải vô địch bóng đá U-20 Nam Mỹ 1977
2. ↑  5 trận và 1 bàn tại Giải vô địch bóng đá U-20 Nam Mỹ 1979, 6 trận và 6 bàn tại Giải vô địch bóng đá trẻ thế giới 1979
3. ↑  Ra sân tại Cúp bóng đá Nam Mỹ 1979
4. ↑  Ra sân tại Mundialito 1980
5. ↑  Ra sân tại Giải vô địch bóng đá thế giới 1982
6. ↑  Ra sân tại vòng loại Giải vô địch bóng đá thế giới 1986
7. ↑  Ra sân tại Giải vô địch bóng đá thế giới 1986
8. ↑  Ra sân tại Cúp bóng đá Nam Mỹ 1987
9. ↑  Ra sân tại Four Nations Tournament (1988)
10. ↑  Ra sân tại Cúp bóng đá Nam Mỹ 1989
11. ↑  Ra sân tại Giải vô địch bóng đá thế giới 1990
12. ↑  1 trận tại Artemio Franchi Trophy, 2 trận tại vòng loại Giải vô địch bóng đá thế giới 1994
13. ↑  Ra sân tại Giải vô địch bóng đá thế giới 1994

### Sự nghiệp huấn luyện
| Đội                  | Quốc gia                             | Từ                | Đến               | Thành tích | Thành tích | Thành tích | Thành tích | Thành tích |
| Đội                  | Quốc gia                             | Từ                | Đến               | ST         | T          | H          | B          | % T        |
| -------------------- | ------------------------------------ | ----------------- | ----------------- | ---------- | ---------- | ---------- | ---------- | ---------- |
| Textil Mandiyú       | Argentina                            | Tháng 1 năm 1994  | Tháng 6 năm 1994  | 12         | 1          | 6          | 5          | 008,33     |
| Racing Club          | Argentina                            | Tháng 5 năm 1995  | Tháng 11 năm 1995 | 11         | 2          | 6          | 3          | 018,18     |
| Argentina            | Argentina                            | Tháng 11 năm 2008 | Tháng 7 năm 2010  | 24         | 18         | 0          | 6          | 075,00     |
| Al-Wasl              | Các Tiểu vương quốc Ả Rập Thống nhất | Tháng 5 năm 2011  | Tháng 7 năm 2012  | 23         | 11         | 3          | 9          | 047,83     |
| Fujairah             | Các Tiểu vương quốc Ả Rập Thống nhất | Tháng 4 năm 2017  | Tháng 4 năm 2018  | 11         | 7          | 3          | 1          | 063,64     |
| Dorados              | México                               | Tháng 9 năm 2018  | Tháng 6 năm 2019  | 38         | 20         | 9          | 9          | 052,63     |
| Gimnasia de La Plata | Argentina                            | Tháng 9 năm 2019  | Tháng 11 năm 2020 | 21         | 8          | 4          | 9          | 038,10     |
| Tổng cộng            | Tổng cộng                            | Tổng cộng         | Tổng cộng         | 140        | 67         | 31         | 42         | 047,86     |

## Danh hiệu

### Câu lạc bộ
Boca Juniors
- Argentine Primera División: 1981 Metropolitano[288]

Barcelona
- Copa del Rey: 1983[288]
- Copa de la Liga: 1983

Napoli
- Serie A (2): 1986–87, 1989–90[288]
- Coppa Italia: 1986–87[288]
- UEFA Cup: 1988–89[288]
- Supercoppa Italiana: 1990

### Quốc tế
Đội trẻ Argentina
- FIFA World Youth Championship: 1979[289]

Argentina
- FIFA World Cup: 1986[288]
- Artemio Franchi Trophy: 1993[290]

### Danh hiệu cá nhân
- Vua phá lưới Giải vô địch bóng đá quốc gia Argentina - Metropolitano - (1978, 1979 và 1980)
- Cầu thủ xuất sắc nhất Giải vô địch bóng đá trẻ thế giới tại Nhật Bản - (1979)
- Vua phá lưới Giải vô địch bóng đá quốc gia Argentina - Nacional - (1979 và 1980)
- Olimpia de Oro al Mejor Deportista Argentino, según el Círculo de Periodistas Deportivos (CPD) - (1979, 1980, 1986)
- Olimpia de Plata al Mejor Deportista Argentino, según el Círculo de Periodistas Deportivos (CPD) - (1979, 1980, 1981, 1986)
- Balón de Oro al Mejor Futbolista del año, según el Centro de Periodistas Acreditados en la AFA (CEPA) - (1979, 1980, 1981)
- Mejor Futbolista de América, según encuesta diario El Mundo, de Caracas - (1979, 1980, 1986, 1989, 1990 y 1992)
- Diploma al Mérito Konex - (1980 y 1990)
- Trofeo Gandulla al Mejor Futbolista del Año - (1981)
- Danh hiệu Đại sứ của UNICEF - (1985)
- Cầu thủ xuất sắc nhất (Quả bóng vàng) Giải vô địch bóng đá thế giới 1986 do FIFA bình chọn - (1986)
- Đứng thứ hai danh sách Vua phá lưới Giải vô địch bóng đá thế giới 1986 - (1986)
- Pluma de Oro al Mejor Deportista de Europa - (1986)
- Cầu thủ xuất sắc nhất châu Âu (Onze d'Or) do tạp chí Onze bình chọn - (1986 và 1987)
- Designado entre los Siete Magníficos del deporte, por Gueron Sportivo - (1986)
- Cầu thủ của năm do World Soccer Magazine bình chọn - (1986)
- Danh hiệu Công dân danh dự (Ciudadano Ilustre) do Thành phố Buenos Aires trao tặng - (1986)
- Vua phá lưới Giải vô địch bóng đá quốc gia Ý - (1987)
- Vua phá lưới Cúp quốc gia Ý - (1988)
- Quả bóng đồng Giải vô địch bóng đá thế giới 1990 do FIFA bình chọn - (1990)
- Danh hiệu Đại sứ thể thao (Embajador Deportivo) do Tổng thống Argentina phong tặng - (1990)
- Premio Konex de Brillante - (1990)
- Premio Konex de Platino - (1990)
- Danh hiệu Cầu thủ bóng đá Argentina xuất sắc nhất mọi thời đại do Liên đoàn bóng đá Argentina (AFA) trao tặng - (1993)
- Elegido Maestro Inspirador de Sueños por la Universidad de Oxford, Inglaterra - (1995)
- Quả bóng vàng danh dự cho sự nghiệp thi đấu do France Football trao tặng - (1995)
- Đứng thứ hai trong danh sách Cầu thủ bóng đá xuất sắc nhất mọi thời đại do các cầu thủ từng đoạt Quả bóng vàng bầu chọn - (1999)
- Danh hiệu Bàn thắng đẹp nhất trong lịch sử bóng đá - (1999)
- Olimpia de Platino al Deportista Argentino del siglo XX, según el Círculo de Periodistas Deportivos (CPD) - (1999)
- Danh hiệu Vận động viên thể thao của thế kỷ (Deportista del Siglo) do nhật báo Diario Clarín bầu chọn - (1999)
- Danh hiệu Cầu thủ bóng đá xuất sắc nhất mọi thời đại (Fifa Internet Award) do FIFA tổ chức - (2000)
- Một trong các Vận động viên thể thao xuất sắc nhất châu Mỹ Latinh thế kỷ 20 do hãng thông tấn Prensa Latina tại La Habana bình chọn - (2003)
- Một trong các cầu thủ của danh sách FIFA 100 - (2004)
- Premio Domingo Faustino Sarmiento entregado por el Senado de la Nación Argentina - (2005)
- Declarado deportista meritorio y vecino ilustre del partido de Ezeiza - (2007)